# 2021
سنة 2021 م (بالأرقام الرومانية:MMXXI) هي سنة بسيطة بدأت يوم الجمعة (الرابط يظهر نموذج الجدول الزمني الكامل للسنة) من التقويم الغريغوري. وهي السنة 2021 بعد الميلاد والسنة 21 في الألفية الثالثة والقرن الواحد والعشرون والسنة الثانية في عقد 2020.

## أحداث

### يناير/كانون الثاني
- 1 يناير - تطبيق اتفاقية التجارة والتعاون بين الاتحاد الأوروبي والمملكة المتحدة بعد خروج الأخيرة رسميًا من الاتحاد الأوروبي بعد قرار انسحابها سنة 2016 المعروف بالبريكست.
- 5 يناير - قادة ورؤساء وفود القمة الخليجية في العلا في السعودية يوقعون على وثيقة مبادئ تؤسس لإنهاء الأزمة الدبلوماسية مع قطر التي استمرت لأكثر من ثلاثة أعوام.
- 6 يناير اقتحام المتظاهرين لمبنى كابيتول الولايات المتحدة، مما عطل تصديق الكونغرس الأمريكي على الانتخابات الرئاسية الأمريكية 2020.
- 9 يناير - تحطم طائرة سريويجايا الرحلة 182 التي كان على متنها 62 شخصًا شمال العاصمة الإندونيسية جاكرتا.
- 13 يناير - مجلس النواب الأمريكي يتهم دونالد ترامب بالتحريض على التمرد في دعوى ثانية لعزله ليصبح بذلك أول رئيس أمريكي يتعرّض للعزل مرتين.
- 15 يناير - مقتل ما لا يقل عن 80 شخصًا وإصابة أكثر من 800 آخرين، جراء زلزال بقوة 6.2 ضرب جزيرة سولاوسي في إندونيسيا.
- 15 يناير - استقالة رئيس وزراء هولندا مارك روته وحكومته في أعقاب فضيحة الاحتيال في رعاية الأطفال في هولندا.
- 16 يناير - إعادة انتخاب يوري موسفني رئيسًا لأوغندا لفترة رئاسية سادسة، بعد إعلان حصوله على 58.6% من الأصوات.
- 18 يناير - إعادة انتخاب فوستان آرشانج تواديرا رئيسًا لجمهورية أفريقيا الوسطى لولاية ثانية، بعد حصوله على 53.92% من الأصوات.
- 20 يناير - حفل تنصيب الرئيس 46 للولايات المتحدة الأمريكية جو بايدن.
- 21 يناير - مقتل ما لا يقل عن 32 شخصًا وإصابة أكثر من 110 آخرين جراء تفجيرين وقعا في العاصمة العراقيّة بغداد.
- 23 يناير مظاهرات واحتجاجات في عدة مدن روسية بسبب القبض على المُعارض أليكسي نافالني.
- 23 يناير -وفاة الإعلامي الأمريكي لاري كينغ
- 24 يناير - انتخابات رئاسية في البرتغال.
- 25 يناير -كايا كالاس أول امرأة تتولى منصب رئيس وزراء إستونيا في تاريخ البلاد عُقب استقالة يوري راتاس.
- 26 يناير - استقالة رئيس الوزراء الإيطالي جوزيبي كونتي وحكومته إثر مشاكل في الائتلاف الحاكم
- 29 يناير - نشوب حريق في محلات بسوق التوفيقية في القاهرة.

### فبراير/شباط
- 1 فبراير - اعتقال مستشارة دولة ميانمار وزعيمة المعارضة سابقًا السيدة أون سان سو تشي من قبل الجيش عقب الإعلان عن تزوير الانتخابات في نوفمبر 2020
- 4 فبراير - مقتل الكاتب والناشط السياسي اللبناني لقمان سليم عن عمر ناهز 59 عامًا.
- 5 فبراير - تجريد النائبة الجمهورية الأميركية مارجوري تايلور جرين من مهامها كعضوة في لجنتي الميزانية والتعليم بالكونغرس الأمريكي عقب إدلائها بتعليقات مسيئة قبل انتخابها كنائبة .
- 5 فبراير -انتخاب محمد المنفي رئيسًا للمجلس الرئاسي الليبي وعبد الحميد الدبيبة رئيسًا للحكومة بعد انتهاء أعمال منتدى الحوار السياسي الليبي.
- 6 فبراير - سلطات ميانمار تقطع الانترنت عن البلاد وتحجب عدة تطبيقات منها انستغرام وتويتر وفيسبوك .
- 7 فبراير - احتجاجات لمناصري أنتيفا في واشنطن العاصمة ويهتفون ( إن لم نحصل عليها فسنحرق المكان ) ويصرحون بأن الشوارع صارت لهم، تظاهرهم جاء بسبب حياة السود الغير عادلة بالنسبة لهم في الولايات المتحدة.
- 10 فبراير - وصول مسبار الأمل الإماراتي ومسبار تيان وين-1 الصيني إلى المريخ يومي 9 و10 فبراير على التوالي.
- 11 فبراير - بايرن ميونخ الألماني يتوج ببطولة كأس العالم للأندية للمرة الثانية عقب فوزه على فريق تيغريس أونال المكسيكي بنتيجة 1-0 في النهائي.
- 13 فبراير- تشكيل حكومة جديدة في إيطاليا برئاسة ماريو دراجي الرئيس السابق للبنك المركزي الأوروبي، بعد استقالة حكومة كونتي الثانية الشهر الماضي
- 14 فبراير - وفاة الرئيس الأرجنتيني السابق كارلوس منعم عن عمر ناهز 90 عامًا.
- 15 فبراير - تعيين نجوزي أوكونجو إيويالا مديرًا عامًا لمنظمة التجارة العالمية، لتصبح أول امرأة وأول أفريقية في هذا المنصب.
- 18 فبراير - هبوط جوال ناسا برسيفيرنس على سطح المريخ حاملًا مروحية إنجينويتي المريخية.
- 21 فبراير - نوفاك دجوكوفيتش ونعومي أوساكا يفوزان في بطولة أستراليا المفتوحة لكرة المضرب لعام 2021.
- 22 فبراير - إغتيال لوكا أتاناسيو سفير إيطاليا لدى جمهورية الكونغو الديمقراطية.
- 28 فبراير - وفاة الممثل المصري يوسف شعبان إثر إصابته بفيروس كورونا عن عمر ناهز 90 عامًا.

### مارس/أذار
- 7 مارس - وقوع سلسلة انفجارات في موقع عسكري في باتا بغينيا الاستوائية تسفر عن وقوع ما لا يقل عن 105 قتلى وأكثر من 600 جريحًا.
- 10 مارس - وفاة حامد باكايوكو رئيس وزراء ساحل العاج إثر إصابته بفيروس كورونا، عن عمر ناهز 56 عامًا. وتعيين باتريك أتشي قائمًا بأعمال رئيس الوزراء.
  - وفاة رئيس الصومال السابق علي مهدي محمدعن عمر ناهز 82 عامًا، إثر إصابته بمرض فيروس كورونا.
- 15 مارس - مجلس الشيوخ الأمريكي يصادق على تعيين ديب هالاند وزيرة للداخلية، لتصبح أول وزيرة من سكان أمريكا الأصليين.
- 17 مارس - وفاة رئيس تنزانيا جون بومبيه ماغوفولي عن عمر ناهز 61 عامًا.
- 19 مارس - سامية حسن تؤدي اليمين الدستورية رئيسة لتنزانيا لتصبح أول رئيسة في تاريخ البلاد.
- 23 مارس - الانتخابات التشريعية الإسرائيلية 2021.
- 23 مارس - جنوح سفينة الحاويات إيفرغيفن في قناة السويس يؤدي إلى تعطيل الملاحة في الاتجاهين.
- 26 مارس - تصادم قطارين في سوهاج المصرية، يؤدي لوفاة وإصابة العشرات.
- 29 مارس - عودة الملاحة الدولية في قناة السويس بعد أن نجحت هيئة قناة السويس بإعادة تعويم سفينة الحاويات إيفرغيفن التي جنحت في القناة يوم 25 مارس 2021.

31 مارس - وفاة كمال الجنزوري رئيس مجلس وزراء مصر الأسبق عن عمر ناهز 88 عامًا.
- 30 مارس - من المقرر إطلاق تلسكوب جيمس ويب الفضائي بعد عدة تأخيرات.

### أبريل/نيسان
- 2 أبريل -
  - تنصيب محمد بازوم رئيسًا للنيجر، وهو أول رئيس عربي الأصل للبلاد.
  - مقتل ما لا يقل عن 50 شخصًا في انحراف قطار سريع في مقاطعة هوالين في تايوان.
- 3 أبريل -
  - موكب المومياوات الملكية المصرية.
  - حملة اعتقالات في الأردن تشمل حسن بن زيد (من الأسرة المالكة) ورئيس الديوان الملكي السابق، ووساطة الأمير الحسن بن طلال لفك الإقامة الجبرية عن ولي العهد السابق حمزة بن الحسين.
- 4 أبريل - انتخاب فيوزا عثماني لتكون خامس رئيس لكوسوفو.
- 9 أبريل - وفاة الأمير فيليب دوق إدنبرة، زوج إليزابيث الثانية ملكة بريطانيا، عن عمر 99 عامًا.
- 9 أبريل - إخلاء أكثر من 20 ألف مواطن من جزيرةسانت فينسنت، بعد تفجر بركان لا سوفريير الذي كان خامدًا منذ عام 1979.
- 11 أبريل - فوز غويلرمو لاسو برئاسة الإكوادور، بعد حصوله على 52.21% في الجولة الثانية للانتخابات
- 19 أبريل - نجاح مروحية إنجينويتي التابعة لناسا في الطيران على سطح المريخ. وهو أول طيران لطائرة بمحرك على كوكب آخر.
- 22 أبريل -نجاح تجربة ناسا إنتاج الأكسجين على المريخ من ثاني أكسيد الكربون الموجود في الغلاف الجوي للكوكب.
- 24 أبريل- حريق مستشفى ابن الخطيب مما خلف 82 قتيلا وإصابة 110
- 30 أبريل- تدافع جبل الجرمق مما أدى إلى وفاة 45 شخصا وإصابة أكثر من مائة

### مايو/أيار
- 2 مايو - الرئيس الكولومبي إيفان دوكي يسحب تعديلًا ضريبيًّا مقترحًا بعد احتجاجات كبيرة عمت البلاد خلفت تسعة عشر قتيلًا على الأقل.
- 3 مايو -مصرع ما لا يقل عن 23 شخصًا وإصابة 70 آخرين في حادث انهيار مترو مكسيكو سيتي.
- 8 مايو -مقتل 68 وإصابة 165 أغلبهم من الطالبات دون سن الثامنة عشرة في تفجيرات مدرسة طالبات في كابول، أفغانستان.
- 15 مايو -إنطلاق النسخة الـ 28 من كأس رئيس الدولة للخيول العربية الأصيلة.
- 11 مايو -مقتل 9 أشخاص على الأقل وإصابة آخرين بإطلاق نار بمدرسة في قازان، روسيا.
- 18 مايو -
  - مسابقة الأغنية الأوروبية.
  - وفاة المخرج السعودي عبد الخالق الغانم عن عمر ناهز 63 عامًا.
- 20 مايو -وفاة الممثل المصري سمير غانم عن عمر ناهز 84 عامًا.
  - 20 مايو أو 21 مايو - وقف إطلاق نار غير مشروط في غزة بوساطة مصرية، وذلك بعد اشتباكات دامت 11 يومًا
- 22 مايو -
  - ثورة بركان نيراجونجو في جمهورية الكونغو الديمقراطية، والحِمم تقترب من مطار غوما.
  - أزمة دستورية في ساموا بعد منع رئيس الدولة فآليتوا سوالافي الثاني انعقاد البرلمان عقب الانتخابات العامة التي جرت في أبريل.
- 24 مايو - انقلاب عسكري في مالي هو الثالث خلال العشر سنوات الأخيرة، ووضع الرئيس باه نداو ورئيس الوزراء قيد الإقامة الجبرية، ثم إطلاق سراحهما لاحقًا.
- 26 مايو - الانتخابات الرئاسية السورية 2021.
- 27 مايو - اكتشاف مقبرة جماعية في أرض مدرسة كاملوبس الهندية السكنية، كولومبيا البريطانية، كندا، تضم رُفات 215 طفلًا من السكان الأصليين.
- 28 مايو -الأهلي المصري يتوج بلقب كأس السوبر الأفريقي 2021 للمرة السابعة، وذلك بعد فوزه على نهضة بركان المغربي بنتيجة 2–0.
- 29 مايو-تشيلسي الإنجليزي يهزم مواطنه مانشستر سيتي بنتيجة 1-0 في نهائي دوري أبطال أوروبا، فائزًا باللقب للمرة الثانية في تاريخه.

### يونيو/حزيران
- 2 يونيو -
  - غرق السفينة الإيرانية آي آر آي إس خرج، في خليج عُمان بالقرب من جاسك بعد اندلاع حريق فيها، ونجاة طاقمها. وهي أكبر سفينة نقل بترول في البحرية الإيرانية.
  - غرق ناقلة الحاويات إكس-بريس بيرل قُبالة ساحل كولمبو في سريلانكا بعد اندلاع حريق فيها، وتسرب حمض النيتريك فيما يُعد كارثة بيئية كبيرة.
- 7 يونيو - تصادم قطارين في مقاطعة غوتكي الباكستانية يؤدي لمقتل 63 شخصًا.
- 8 يونيو -
  - القبض على أكثر من 800 مشتبه به وضبط 40 طنًا من المخدرات في 16 دولة في إطار عملية درع طروادة، فيما يُعد أكبر عملية لتعاون وكالات الشرطة الدولية.
  - مسبار جونو يعبر بجوار قمر المشتري غانيميد.
- 11 يونيو - بطولة أمم أوروبا 2020.
- 13 يونيو -تشكيل حكومة إسرائيلية جديدة برئاسة نفتالي بينيت، ومشاركة القائمة العربية الموحدة، مما ينهي عهد بنيامين نتنياهو الذي دام 12 سنة.
- 17 يونيو-
  - وفاة كينيث كاوندا أول رئيس لزامبيا، عن عمر ناهز 97 عامًا.
  - انطلاق مهمة الفضاء شنتشو 12 إلى محطة الفضاء المعيارية الكبيرة الصينية. وهي الرحلة المأهولة السابعة للصين.
- 18 يونيو- وفاة الشاعرة العراقية لميعة عباس عمارة، عن عمر ناهز 92 عامًا
- 19 يونيو - انتخاب إبراهيم رئيسي ليصبح ثامن رئيس جمهورية منتخب في إيران، بنسبة 61.95% من أصوات المشاركين، بمشاركة شعبية بلغت 48.8% من إجمالي الناخبين.
- 21 يونيو- فوز حزب العقد المدني الحاكم في أرمينيا برئاسة نيكول باشينيان بالأغلبية في الانتخابات المبكرة لجمعية أرمينيا الوطنية.
- 23 يونيو-اكتشاف مقبرة جماعية في أرض مدرسة ماريفال الهندية السكنية الواقعة في كولومبيا البريطانية، كندا، تضم رُفات ما لا يقل عن 751 طفلًا منالسكان الأصليين .
- 24 يونيو - وفاة الرئيس الفلبيني السابق بنيغنو آكينو عن عمر ناهز 61 عامًا.
- 29 يونيو - الحكم على رئيس جنوب أفريقيا السابق جاكوب زوما بالسجن 15 شهرًا بتهمة ازدراء المحكمة.

### يوليو/تموز
- 4 يوليو - مقتل ما لا يقل عن 50 شخصًا في تحطم طائرة لوكهيد سي-130 هيركوليز تابعة للقوات الجوية الفلبينية
- 7 يوليو - اغتيال رئيس هايتي جوفينيل مويس على يد مجموعة من المسلحين في مقر إقامته.
- 7 يوليو - تشكيل حكومة جديدة في الجزائر برئاسة أيمن بن عبد الرحمن وزير المالية السابق.
- 9 يوليو - وفاة جيهان السادات زوجة الرئيس السابق محمد أنور السادات.
- 10 يوليو - فاز منتخب الأرجنتين لكرة القدم بكأس كوبا أمريكا بعد تغلبه على منتخب البرازيل لكرة القدم بهدف دون مقابل.
- 10 يوليو - الملياردير البريطاني ريتشارد برانسون يستعد للانطلاق في أول رحلة تجريبية إلى الفضاء على متن طائرته فيرجن غالاكتيك.
- 11 يوليو - إيطاليا تُحقق بطولة أمم أوروبا للمرة الثانية في تاريخها أمام إنجلترا بعد الفوز بضربات الترجيح.
- 12 يوليو-مقتل ما لا يقل عن 90 شخصًا في حريق مستشفى الحسين بمدينة الناصرية جنوب العراق.
- 13 يوليو-مقتل ما لا يقل عن 70 شخصًا واعتقال أكثر من 1200 آخرين إثر الاحتجاجات على اعتقال رئيس جنوب أفريقيا السابق جاكوب زوما بتهمة ازدراء المحكمة.
- 15 يوليو -أمطار غزيزة وفيضانات مدمرة تجتاح عدة دول في أوروبا وتؤدي إلى مقتل ما لا يقل عن 180 شخصًا وفقد آخرين.
- 17 يوليو -الأهلي المصري يُتوّج بدوري أبطال أفريقيا للمرة العاشرة في تاريخه، بعد تغلبه على كايزر تشيفز بنتيجة 3-0
- 18 يوليو -منظمة قصص محرمة الصحفية تكشف عن عمليات تجسس طالت صحفيين ونشطاء وسياسيين حول العالم عبر برنامج بيجاسوس الذي تطوره إن إس أو الإسرائيلية.
- 19 يوليو -إعلان فوز بيدرو كاستيلوبرئاسة بيرو، بعد شهر ونصف من إجراء الجولة الثانية من الانتخابات.
- 20 يوليو -مركبة نيو شيبرد تقوم بأول رحلة مأهولة، وعلى متنها أربعة ركاب، فيما يُعد أول رحلة فضائية تجارية.
- 21 يوليو -الإعلان عن اختيارمدينة بريزبان في أستراليا لاستضافة دورة الألعاب الأولمبية الصيفية 2032.
- 24 يوليو -اليونيسكو تصنف منطقة حمى الثقافية في جنوب السعودية ضمن مواقع التراث العالمي.
- 25 يوليو - أزمة سياسية في تونس بعد قرار الرئيس قيس سعيد تجميد عمل البرلمان وإقالة رئيس الوزراء هشام المشيشي، بينما رفضت حركة النهضة القرار.
- 28 يوليو-إعلان فوز حزب العمل المعارض في سانت لوسيا بالأغلبية في الانتخابات البرلمانية التي جرت في 26 يوليو.
- 28 يوليو-وفاة ما لا يقل عن 250 شخصًا جراء فيضانات شديدة اجتاحت ولاية ماهاراشترا في الهند.
- 27 يوليو-اليونيسكو تصنف السلط في وسط الأردن ضمن مواقع التراث العالمي.

### أغسطس/آب
- 9 أغسطس-اللجنة الدولية للتغيرات المناخية التابعة للأمم المتحدة تُصدر الجزء الأول من التقرير السادس حول تغير المناخ وآثاره.
- 11 أغسطس-الجزائر تعلن الحداد لثلاثة أيام، بعد وفاة ما لا يقل عن 65 شخصًا جراء الموجة الثانية من حرائق الغابات التي اجتاحت شمال البلاد.
- 14 أغسطس-زلزال بقوة 7.2 على مقياس ريختر يضرب منطقة بوتي ترو دو نيب في هايتي، خلف أضرارًا كبيرة في المباني ومئات الضحايا.
- 15 أغسطس-حركة طالبان تستعيد السيطرة على أفغانستان وتتوج حملتها العسكرية بتسلم كابل بعد انهيار الحكومة الأفغانية وقواتها ومغادرة الرئيس أشرف غني البلاد إثر الانسحاب الأمريكي.
- 15 أغسطس - بطولة العالم لألعاب القوى 2021.
- 16 أغسطس-انتخاب هاكيندي هيشيليما رئيسًا لزامبيا.
- 21 أغسطس -ملك ماليزيا عبد الله أحمد شاه يعين إسماعيل صبري يعقوب رئيسًا للوزراء في أعقاب الأزمة السياسية في البلاد.
- 24 أغسطس -
  - وفاة رئيس تشاد الأسبق حسين حبري في سجنه بالعاصمة السنغالية داكار عن عمر ناهز 78 عامًا.
  - الرئيس التونسي قيس سعيد يصدر أمرًا رئاسيًا بتمديد «التدابير الاستثنائية» التي اتخذها منذ شهر «إلى غاية إشعار آخر».
  - الجزائر تعلن قطع علاقاتها مع المغرب، والأخيرة تصف الخطوة بغير المبررة.
- 26 أغسطس -مقتل وإصابة العشرات في هجومين انتحاريين على مطار حامد كرزاي الدولي في العاصمة الأفغانية كابل.
- 31 أغسطس -البرلمان الإستوني ينتخب ألار كاريس ليصبح الرئيس السادس لجمهورية إستونيا.

### سبتمبر/أيلول
- 5 سبتمبر - انقلاب عسكري في غينيا بقيادة مامادي دومبوي، وحل حكومة الرئيس ألفا كوندي وتعطيل العمل بالدستور.
- 7 سبتمبر - حريق كبير في سجن تانجيرانج في إندونيسيا، يؤدي إلى وفاة 41 سجينًا وإصابة 80 آخرين.
- 8 سبتمبر - فوز حزب التجمع الوطني للأحرار برئاسة عزيز أخنوش بالأغلبية في الانتخابات التشريعية المغربية.
- 10 سبتمبر - إعلان تشكيل الحكومة اللبنانية برئاسة نجيب ميقاتي، وذلك بعد مرور ما يزيد عن العام على استقالة الحكومة السابقة.
- 15 سبتمبر - الإعلان عن اتفاقية أوكوس الأمنية بين أستراليا والمملكة المتحدة والولايات المتحدة.
- 17 سبتمبر - وفاة الرئيس الجزائري السابق عبد العزيز بوتفليقة عن عمر ناهز 84 عامًا.
- 21 سبتمبر -وفاة وزير الدفاع المصري الأسبق محمد حسين طنطاوي عن عمر يناهز 85 عامًا.
- .22 سبتمبر - وفاة الرئيس الجزائري السابق عبد القادر بن صالح عن عمر ناهز 79 عامًا.

### أكتوبر/تشرين الأول
- 1 اكتوبر- افتتاح إكسبو 2020 في إمارة دبي في دولة الإمارات العربية المتحدة
- 4 أكتوبر - شلل تقني عالمي في الإنترنت خصوصًا تطبيقات فيسبوك .[4]
- 4 أكتوبر - حصول العالمين الأمريكيين آرديم باتابوتيان وديفيد جوليوس على جائزة نوبل في الطب.
- 4 أكتوبر -انتخاب فوميو كيشيدا رئيسًا لوزراء اليابان.
- 5 أكتوبر -سيوكورو مانابي وكلاوس هاسلمان ينالان جائزة نوبل في الفيزياء، مناصفة مع جورجيو باريزي.
- 6 أكتوبر -بنيامين ليست وديفيد ماكميلان ينالان جائزة نوبل في الكيمياء.
- 7 أكتوبر - حصول الكاتب عبد الرزاق قرنح على جائزة نوبل في الأدب.
- 8 أكتوبر- الصحفيان ماريا ريسا ودميتري موراتوف ينالان جائزة نوبل للسلام.
- 9 أكتوبر -وفاة أبو الحسن بني صدر أول رئيس للجمهورية الإسلامية الإيرانية عن عمر ناهز 88 عامًا.
- 10 أكتوبر - انتخابات تشريعية في العراق .
- 11 أكتوبر -حكومة نجلاء بودن تؤدي اليمين الدستورية، وهي أول حكومة تترأسها امرأة في العالم العربي.
- 13 أكتوبر - مقتل خمسة أشخاص وإصابة ثلاثة آخرين في هجوم في كونجسبرج، النرويج.
- 14 أكتوبر - اندلاع حريق في كاوهسيونغ، تايوان؛ ما أدى لوفاة 46 شخصًا.
- 20 أكتوبر - الإعلان عن منح جائزة سخاروف لحرية الفكر لعام 2021 للمُعارض الروسي أليكسي نافالني.
- 25 أكتوبر -انقلاب عسكري في السودان واعتقال عدد من الوزراء على رأسهم رئيس الوزراء عبد الله حمدوك.
- 31 أكتوبر - إجراء الانتخابات العامة في اليابان لاختيار أعضاء مجلس النواب، وهي أول انتخابات عامة في عصر ريوا.

### نوفمبر/تشرين الثاني
- 1 نوفمبر - مؤتمر الأمم المتحدة للتغير المناخي 2021.
- 2 نوفمبر - وفاة الفنان السوري صباح فخري عن عمر ناهز 88 عامًا.
- 7 نوفمبر - إجراء الانتخابات العامة في نيكاراغوا لانتخاب الرئيس وأعضاء الجمعية الوطنية وأعضاء برلمان أمريكا الوسطى، رغم اعتقال معظم مرشحي المعارضة للرئاسة.
- 15 نوفمبر -تدمير القمر الاصطناعي كوزموس 1408 بواسطة سلاح روسي مضاد للأقمار الاصطناعية وتحوله إلى حطام فضائي.
- 23 نوفمبر -الهلال السعودي يُتوَّج بلقب دوري أبطال آسيا بعد فوزه على نادي بوهانغ ستيلرز في نهائي دوري أبطال آسيا 2021.
- 27 نوفمبر- نادي بالميراس البرازيلي يفوز على نادي فلامنغو البرازيلي ويتوج بلقب كوبا ليبرتادوريس 2021 للمرة الثالثة في تاريخه.
- 30 نوفمبر -
  - انطلاق النسخة العاشرة من بطولة كأس العرب 2021 في قطر بمشاركة 16 منتخبًا عربيًا.
  - ساندرا ماسون تُصبح أول رئيسة لجمهورية باربادوس بعد تحولها إلى جمهورية مستقلة عن التاج البريطاني.

### ديسمبر/كانون الأول
- 4 ديسمبر -
  - كسوف كلي للشمس.
  - ثوران بركان سيمرو في جزيرة جاوة في إندونيسيا مسببًا مقتل أكثر من 34 شخصًا وإصابة 169 آخرين.
- مقتل 15 وإصابة العشرات في مواجهات عنيفة بين وحدة لمكافحة الشغب تابعة للجيش الهندي ومدنيين في ناجالاند.
- 7 ديسمبر -
  - الرئيس التونسي قيس سعيد يصدر قرارا بتغيير تاريخ عيد الثورة التونسية من 14 يناير إلى 17 ديسمبر.
  - العراق استعادة لوح حلم غلغامش الشهير بعد 30 عاما من سرقته ونقله إلى خارج البلاد.
- 8 ديسمبر -
  - مقتل رئيس أركان الدفاع الهندي بيبين روات و12 آخرين في حادث تحطم مروحية.
  - تشكيل الحكومة الائتلافية الجديدة في ألمانيا بقيادة المستشار أولاف شولتس.
  - أنغيلا ميركل تُسلم ديوان المستشارية الألمانية لأولاف شولتس.
- 13 ديسمبر - الرئيس التونسي قيس سعيد يمدد تعليق اختصاصات البرلمان حتى إجراء انتخابات تشريعية جديدة في 17 ديسمبر 2022.
- 14 ديسمبر: بطل العالم في الشطرنج ماغنوس كارلسن يدافع عن لقبه بعد فوزه على متحديه يان نيبومنياتشي في بطولة العالم للشطرنج 2021.
- 15 ديسمبر:انتخاب سياوسي سوفاليني رئيسًا للوزراء في تونغا في أعقاب الانتخابات العامة التي جرت في نهاية نوفمبر.
- 17 ديسمبر: انتخاب محمد بن سليم، رئيسًا للاتحاد الدولي للسيارات «فيا»، وهي أعلى هيئة تشرف على رياضة السيارات ومن ضمنها الفورمولا 1، ليكون أول عربي يتولى رئاسة الاتحاد منذ أن تأسس سنة 1904.
- 18 ديسمبر -
  - اليونسكو تدرج الخط العربي على قائمة التراث الثقافي غير المادي العالمي في 16 دولة عربية.
  - المنتخب الجزائري لكرة القدم يحرز كأس العرب 2021 بعد هدفين نظيفين أمام المنتخب التونسي.
  - مقتل ما لا يقل عن 375 شخصًا في الفلبين جراء إعصار راي الذي ضرب منطقة شمال غرب المحيط الهادئ.
- 19 ديسمبر: انتخاب اليساري غابرييل بوريك رئيسًا لتشيلي ليصبح بذلك أصغر رئيس في تاريخ البلاد.
- 22 ديسمبر: الأهلي المصري يحقق لقب كأس السوبر الأفريقي للمرة الثامنة في تاريخه، وذلك بعد فوزه على الرجاء المغربي بركلات الترجيح.
- 25 ديسمبر: ناسا تُطلق التلسكوب جيمس ويب الذي يُعد الأكبر في التاريخ على متن الصاروخ أريان 5.

## وفيات

### يناير
- 1 يناير:
  -  مولاي الزين الزاهيدي، سياسي ووزير مغربي.
  -  كارلوس دو كارمو، مغني برتغالي.
  -  عبد الحكيم الطاهر، ممثل ومخرج سوداني.
  -  عبد الرحيم الحجوجي، رجل أعمال وسياسي مغربي.
  -  محمد تقي مصباح اليزدي، فيلسوف وسياسي وعالم شيعي إيراني.
  -  مارك إيدن، ممثل بريطاني.
- 2 يناير:
  -  مبارك الخصي، ممثل سعودي.
  -  وحيد حامد، كاتب مصري.
  -  كمال كيلا، مغني جاز سوداني.
  -  موديبو كيتا ، رئيس وزراء مالي .
- 3 يناير:
  -  روزا جيانيتا، روائية وصحفية إيطالية.
  -  إلينا سانتياغو، كاتبة إسبانية.
  -  إريك جيروم ديكي، كاتب وروائي أمريكي.
- 4 يناير:
  -  إلياس الرحباني، موسيقي وكاتب أغاني لبناني.
  -  تانيا روبرتس، ممثلة أمريكية.
  -  ألبير رو، طاهٍ فرنسي.
  -  مارتينوس فيلتمان، عالم فيزياء هولندي حاصل على جائزة نوبل للفيزياء عام 1999.
- 5 يناير:
  -  ألفريد سمعان، حقوقي وشاعر وكاتب مسرحي عراقي.
  -  محمد الشواقفة، كاتب ومخرج مسرحي أردني.
  -  منصر الرويسي، سياسي ودبلوماسي تونسي.
  -  جون ريتشاردسون، ممثل بريطاني.
- 6 يناير:  جيم هاينز، ناشر وأحد أعلام الثقافة البريطانية.
- 7 يناير:
  -  جايمي أوهارا، موسيقي ومغني أمريكي.
  -  نوربرتو جيمس رولينغز، شاعر وكاتب دومنيكاني.
  -  نيل شيهان، صحفي وكاتب ومؤرخ أمريكي.
  -  جورج بشير، صحافي وإعلامي وكاتب سياسي لبناني.
  -  مايكل أبتيد، مخرج وممثل بريطاني.
- 8 يناير:
  -  ستيف كارفر، منتج ومخرج سينمائي أمريكي.
  -  إد بروس، مغني وكاتب أغانٍ أمريكي.
- 9 يناير:  صادق الدبيس، ممثل كويتي.
- 10 يناير:  هادي الجيار، ممثل مصري.
- 11 يناير:
  -  شيلدون أديلسون، رجل أعمال أمريكي.
  -  مسعود الأشقر، سياسي لبناني.
- 13 يناير:  خالد بن عبد الله بن عبد الرحمن آل سعود، أمير ورجل أعمال سعودي.
- 14 يناير:  صفوت الشريف، سياسي مصري.
- 16 يناير:  أحمد فوزي الهيب، شاعر وكاتب سوري.
- 18 يناير:
  -  عبد الرحمن علي الحجي، مؤرخ عراقي.
  -  نور فرغين، عالمة اجتماع تركية.
- 19 يناير:
  -  سامي حداد، إعلامي فلسطيني.
  - صادق حميد علوش، طبيب وعسكري وسياسي عراقي .
- 20 يناير:  أصلان بيتكاييف، أحد أمراء تنظيم داعش في القوقاز.
- 21 يناير:
  -  ناتالي ديلون، ممثلة فرنسية.
  -  كلارنس ألين، عالم زلازل وجيولوجي أمريكي.
- 22 يناير:
  -  جان أسعد حداد، رجل دين لبناني.
  -  محرزية العبيدي، سياسية تونسية.
- 23 يناير:
  -  محمد الهادي الشريف، مؤرخ تونسي.
  - لاري كينغ، مذيع وإعلامي.
  - أندرو بروكس، عالم مناعة أمريكي، مبتكر اختبار كشف "كورونا-كوفيد19.
- 24 يناير:
  -  مهنا الدرة، رسَّام ودبلوماسي أردني.
  -  عبلة الكحلاوي، داعية إسلامية مصرية.
- 25 يناير:  جاويد شيجير ملاكم فرنسي.
- 26 يناير:
  -  موفق الخاني، طيّار عسكري وإعلامي ومُقدم برامج تلفزيونيّة سوري.
  -  زهور المعمري، ممثلة مغربية.
- 27 يناير:  مهرداد ميناوند، لاعب ومدرب كرة قدم إيراني.
- 28 يناير:
  -  الشاذلي العياري، سياسي واقتصادي تونسي.
  -  بول كروتزن، عالم أرصاد جوية هولندي.
- 29 يناير:
  -  محمود عبد الغفار، ممثل مصري.
  -  عبد الله الصريخ، ملحن ومغني شعبي سعودي.
  -  فهمي الخولي، ممثل ومخرج مسرحي مصري.
  -  أحمد عاشور، ملحن وقائد أوركسترا تونسي.
- 30 يناير:
  -  نيلو، ممثلة باكستانية.
  -  تركي بن ناصر بن عبد العزيز آل سعود، أمير وسياسي ورجل أعمال سعودي.
- 31 يناير:
  -  ميشال المر، سياسي لبناني.
  -  نورة بنت فهد بن محمد آل سعود ، أميرة سعودية.* 2 يناير:  كاترين ديفيد، صحافية وناقدة أدبية فرنسية.
- 2 يناير:  محمد نعيم ياسين، كاتب وداعية إسلامي فلسطيني.
- 2 يناير:  كين بلوك، سائق راليات أمريكي.
- 3 يناير:  رسلان حسب اللەتوف، سياسي سوفيتي ثُمَّ روسي.
- 3 يناير:  كريم بناني، فنان تشكيلي مغربي.
- 3 يناير:  محمد عناني، كاتب مصري.
- 3 يناير:  عبد السلام المجالي، سياسي وطبيب أردني.
- 3 يناير:  والتر كانينغهام، رائد فضاء أمريكي.
- 4 يناير:  فاي ويلدون، كاتبة بريطانية.
- 5 يناير:  إرنستو كاستانو، لاعب كرة قدم إيطالي.
- 5 يناير:  إيرل بون، ممثل أمريكي.
- 6 يناير:  صادق الأحمر، سياسي وزعيم قبلي يمني.
- 6 يناير:  جانلوكا فيالي، لاعب ومُدرِّب كرة قدم إيطالي.
- 6 يناير:  ديك سفيت، لاعب كرة مضرب أمريكي.
- 6 يناير:  كارل فايفر، صحافي نمساوي.
- 7 يناير:  موديستي مبامي، لاعب كرة قدم كاميروني.
- 8 يناير:  روبيرتو ديناميتي، هو لاعب كرة قدم برازيلي.* 5 يناير:  إيرل بون، ممثل أمريكي.
- 6 يناير:  صادق الأحمر، سياسي وزعيم قبلي يمني
- 25 يناير:  خديجة أسد، ممثلة مغربية.
- 27 يناير:  نذير العظمة، شاعر وأديب سوري.
- 28 يناير:  خيري علقم، شهيد ومجاهد فلسطيني.
- 29 يناير:  جهاد صالح، كاتب فلسطيني.
- 30 يناير:  عبد الإله بن سعود بن عبد العزيز آل سعود، أمير سعودي.
- 31 يناير:  فاضل خلف، صحافي وشاعر كويتي.

### فبراير

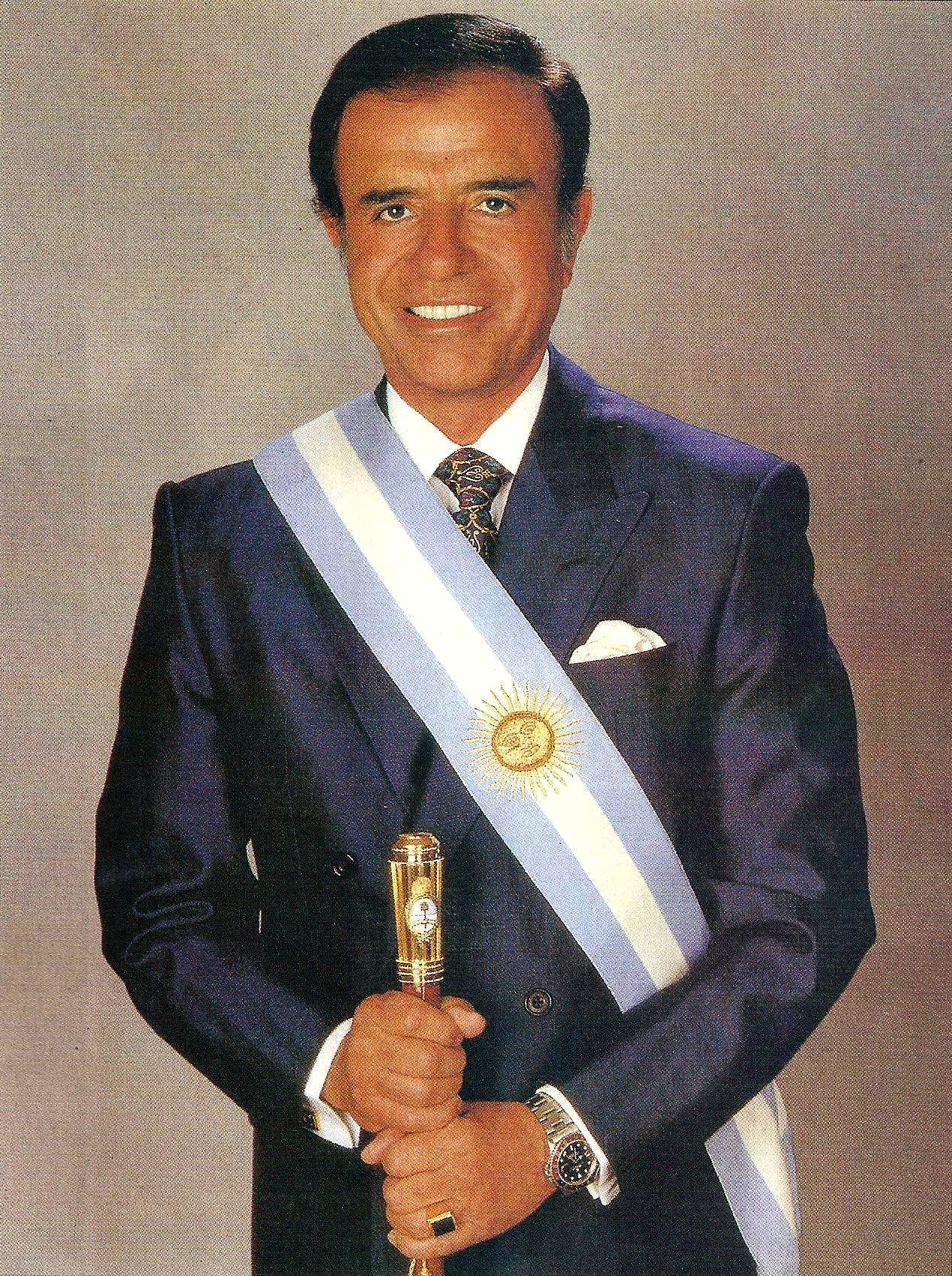
كارلوس منعم

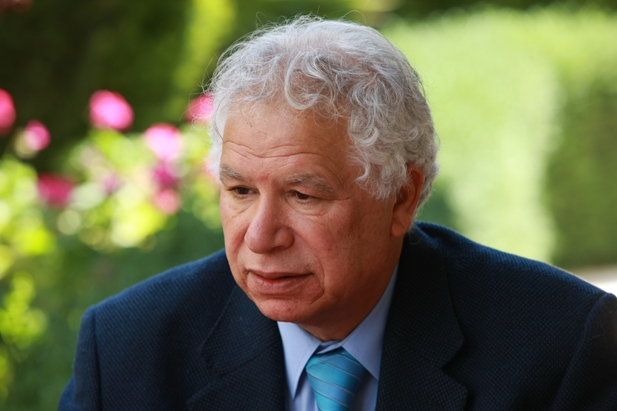
مريد البرغوثي

- 1 فبراير:  عبد الستار قاسم، كاتب ومفكر ومحلل سياسي فلسطيني.
- 2 فبراير:
  -  أنجيليوس آفا مينا، راهب مصري.
  -  طوم مور، ضابط عسكري بريطاني.
- 3 فبراير:
  -  علي أنصاريان، لاعب كرة قدم إيراني.
  -  آديلايد جواو، ممثلة برتغالية.
- 4 فبراير:
  -  لقمان سليم، كاتب وناشط سياسي مستقل لبناني.
  -  ميلي هيوز فولفورد ، رائدة فضاء وكيميائية أميركية.
- 5 فبراير:
  -  عزت العلايلي، ممثل مصري.
  -  سعد الجمال، سياسي مصري.
  -  إيزا بيليني، ممثلة ومغنية إيطالية.
- 6 فبراير:
  -  هاري فيلدر، ممثل بريطاني.
  -  عدنان العوامله، مخرج ومنتج أردني.
  -  عبد الخالق اللوزاني، مُدرب كُرة قدم مغربي.
  -  جورج شولتز، وزير خارجية ودبلوماسي ورجل أعمال أميركي.
- 7 فبراير:
  -  مفيدة التلاتلي، وزيرة ومخرجة سينمائية تونسية.
  -  رينيه فيكتور بيل، كاتب فرنسي.
  -  ثناء الله المدني، عالم مسلم باكستاني.
- 8 فبراير:
  -  جان عبيد، وزير وسياسي لبناني.
  -  جان كلود كاريير، روائي وكاتب سيناريو فرنسي.
  -  ماري ويلسون ، موسيقية ومغنية أميركية.
  -  شلومو هيليل، دبلوماسي وسياسي إسرائيلي.
- 9 فبراير:
  -  جان كلود كاريير، ممثل وكاتب سيناريو وشاعر فرنسي.
  -  ماري ويلسون، مغنية وموسيقية أمريكي.
  -  عبد الرحمن يغمور، مذيع ومخرج سعودي.
  -  صلاح مخارش، صحفي وإعلامي يمني.
  -  ميشال ثابت، ممثل لبناني.
  -  إيفان إيزكويردو، عالم أعصاب أرجنتيني برازيلي.
  -  راجيف كابور، ممثل هندي.
  -  إسماعيل العجيلي، ممثل ليبي.
- 10 فبراير:
  -  باتشين، لاعب كرة قدم إسباني.
  -  لاري فلينت، رجل أعمال وناشر وصحفي أميركي.
  -  عبد الهادي المجالي، سياسي ووزير أردني سابق.
  -  كرم زهدي، عضو مجلس شورى الجماعة الإسلامية في مصر.
  -  إبراهيم عثمان إبراهيم، طبيب سوداني كان أحد مُعتقلي سجن غوانتنامو.
- 11 فبراير:
  -  علي حميدة، ممثل ومغني مصري.
  -  عبد الرحمن الحمدان، سباح سعودي.
- 12 فبراير:  طوم بيثل، صحفي وكاتب أمريكي.
- 13 فبراير:  قدير طوباش، سياسي تركي.
- 14 فبراير:
  -  كارلوس منعم، رئيس الأرجنتين الأسبق.
  -  مريد البرغوثي، شاعر وأديب فلسطيني.
- 15 فبراير:  روز نوري شاويس، سياسي كردي عراقي.
- 16 فبراير:  جوستافو نوبوا، الرئيس الثاني والأربعون لجمهورية الإكوادور.
- 17 فبراير:
  -  أحمد طه ريان، فقيه أزهري مالكي مصري.
  -  مارثا ستيوارت، ممثلة ومغنية أمريكية.
- 18 فبراير:  أندريه مياجكوف، ممثل سوفيتي روسي.
- 19 فبراير:
  -  فيصل عبد العزيز، لاعب كرة قدم بحريني.
  -  تيسير النجار، صحفي وشاعر أردني.
- 20 فبراير:
  -  ريتشارد بويد، فيلسوف أمريكي.
  -  ماورو بلوجي، لاعب كرة قدم إيطالي.
- 21 فبراير:  هيلين مارتن، مغنية وملحنة فرنسية.
- 22 فبراير:  أنيس نقاش، مُحلل سياسي لُبناني.
- 23 فبراير:
  -  أحمد زكي يماني، وزير سابق.
  -  لوكا أتاناسيو، سفير إيطاليا في جمهورية الكونغو الديمقراطية.
  -  إليزابيث براون، روائية أمريكية.
  -  عثمان كشريد، سياسي تونسي.
- 24 فبراير:
  -  فيليب جاكوتيه، شاعر وكاتب سويسري.
  -  منذر الشاوي، أستاذ قانون دستوري ووزير عراقي.
- 25 فبراير:
  -  مشاري البلام، ممثل كويتي.
  -  حسين صبور، مهندس ورجل أعمال مصري.
- 26 فبراير:  طارق البشري، قاض ومفكر مصري.
- 28 فبراير:
  -  جوني بريغز، ممثل بريطاني.
  -  صباح عبد الجليل، لاعب ومدرب كرة قدم عراقي.
  -  يوسف شعبان، ممثل مصري.
  -  أحلام الجريتلي، ممثلة مصرية.
  -  عقل بلتاجي، سياسي أردني.

### مارس

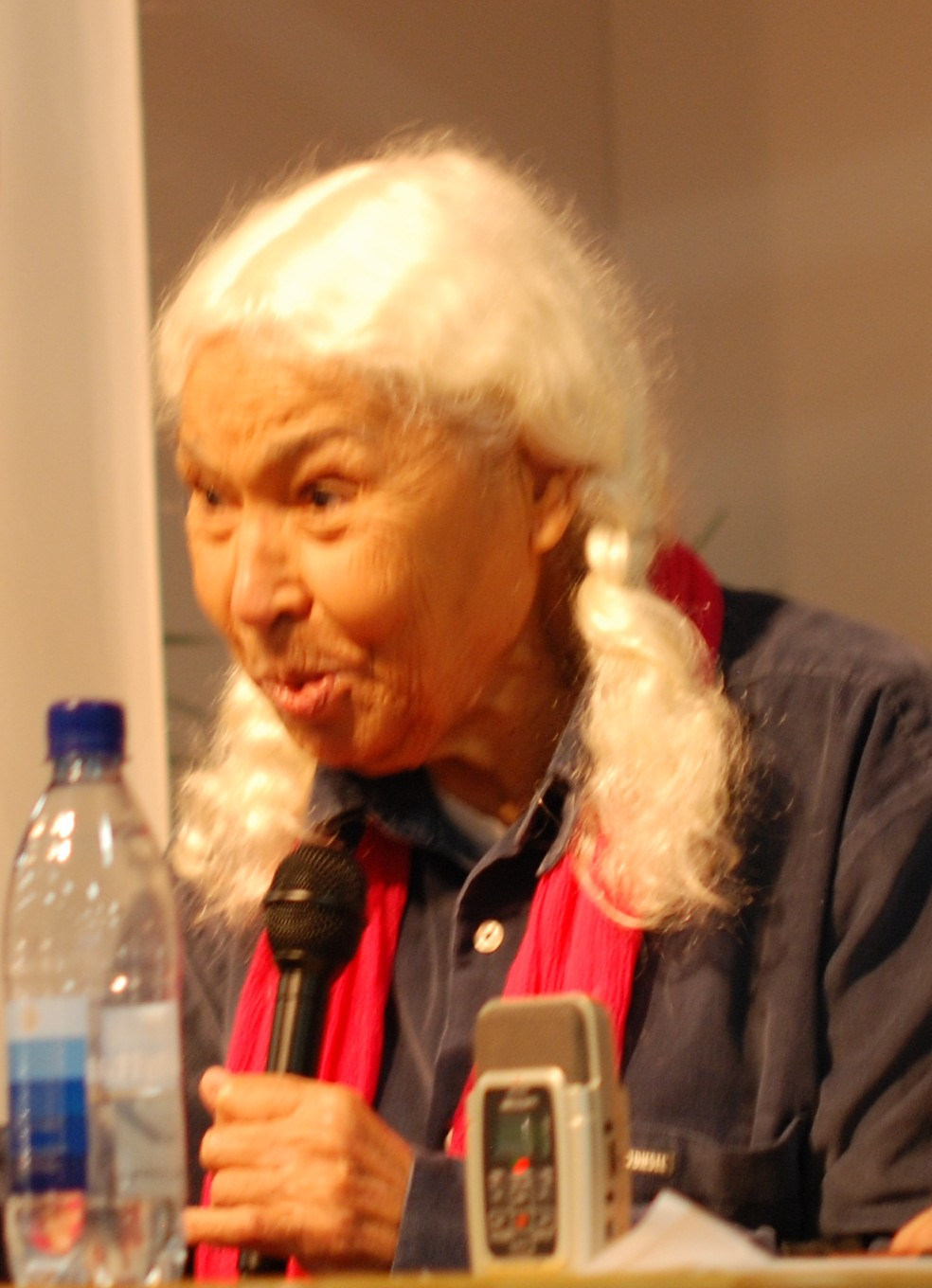
نوال السعداوي

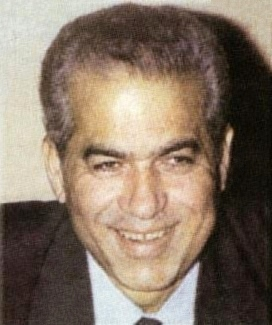
كمال الجنزوري

- 1 مارس:  إعجاز دوراني، ممثل ومخرج باكستاني.
- 3 مارس:  صادق دابا، ممثل ومذيع نيجيري.
- 4 مارس:  كمال عامر، عسكري وسياسي مصري.
- 6 مارس:  سوسن ربيع، ممثلة مصرية.
- 6 مارس:  رينيه دوريا، مغنية أوبرا فرنسية.
- 6 مارس:  كاتيا بيرنس، كاتبة ألمانية.
- 6 مارس:  لو أوتنز، مخترع هولندي. وهو مخترع شريط الكاسيت.
- 8 مارس:  تريفور بيكوك، ممثل مسرحي وتلفزيوني بريطاني.
- 8 مارس:  ليون غاست، مخرج ومنتج سينمائي أمريكي.
- 8 مارس:  راسم أوزتكين، ممثل تركي.
- 9 مارس:  أغوستين بالبوينا، لاعب كرة قدم أرجنتيني.
- 10 مارس:  جريس سماوي، شاعر وأديب أردني.
- 10 مارس:  حامد باكايوكو، سياسي عاجي شغل منصب رئيس وزراء بلاده.
- 10 مارس:  علي مهدي محمد، رابع رؤساء جمهورية الصومال.
- 12 مارس:  خير الدين حسيب، مفكر قومي عراقي.
- 12 مارس:  ملك إسماعيل، إعلامية ومذيعة مصرية.
- 14 مارس:  منير العبوشي، سياسي وعسكري فلسطيني.
- 15 مارس:  عادل هاشم، ممثل ومخرج مصري.
- 15 مارس:  رائفة أحمد، ممثلة ومؤدية صوت سورية.
- 16 مارس:  كمال مظهر أحمد، باحث ومؤرخ ومفكر عراقي.
- 17 مارس:  ريم غزالي، ممثلة جزائرية.
- 17 مارس:  ميادة بسيليس، مُغنيّة سوريّة.
- 17 مارس:  جون بومبيه ماغوفولي، رئيس جمهورية تنزانيا الخامس.
- 18 مارس:  شاكر عبد الحميد، كاتب وباحث ومترجم مصري.
- 18 مارس:  منى بدر، ممثلة مصرية.
- 18 مارس:  محمد بن عمر زبير، أكاديمي واقتصادي سعودي.
- 19 مارس:  محمد علي الصابوني، عالم مسلم سوري.
- 20 مارس:  عبد الوهاب خليل، ممثل مصري.
- 20 مارس:  محمد إسماعيل، مخرج وكاتب سيناريو مغربي.
- 21 مارس:  نوال السعداوي، ناشطة وكاتبة مصرية.
- 21 مارس:  رضوى أبو شادي، ممثلة ومذيعة مصرية.
- 22 مارس:  زهور دكسن، شاعرة عراقية.
- 22 مارس:  محمود بكر حجازي، مُقاوم وسياسي فلسطيني.
- 24 مارس:  حمدان بن راشد آل مكتوم، سياسي إماراتي.
- 24 مارس:  محمود الورفلي، قائد عسكري ليبي.
- 25 مارس:  راتب العوضات، لاعب ومدرب كرة قدم أردني.
- 25 مارس:  عمر البرغوثي (أبو عاصف)، قائد سياسي وعسكري فلسطيني.
- 26 مارس:  سعد الدين الزمرلي، سياسي وطبيب تونسي.
- 27 مارس:  رضا حمياني، سياسي ورجل أعمال جزائري.
- 28 مارس:  ديدييه راتسيراكا، رئيس جمهورية مدغشقر.
- 29 مارس:  عبير الخضر، ممثلة كويتية.
- 29 مارس:  سارة أونيانجو أوباما، مُدرِّسة وفاعلة خير كينية، جدَّة الرئيس الأمريكي باراك أوباما.
- 31 مارس:  كمال الجنزوري، سياسي مصري.
- 31 مارس:  خواجة سعيد حي، لاعب كرة مضرب باكستاني.

### أبريل

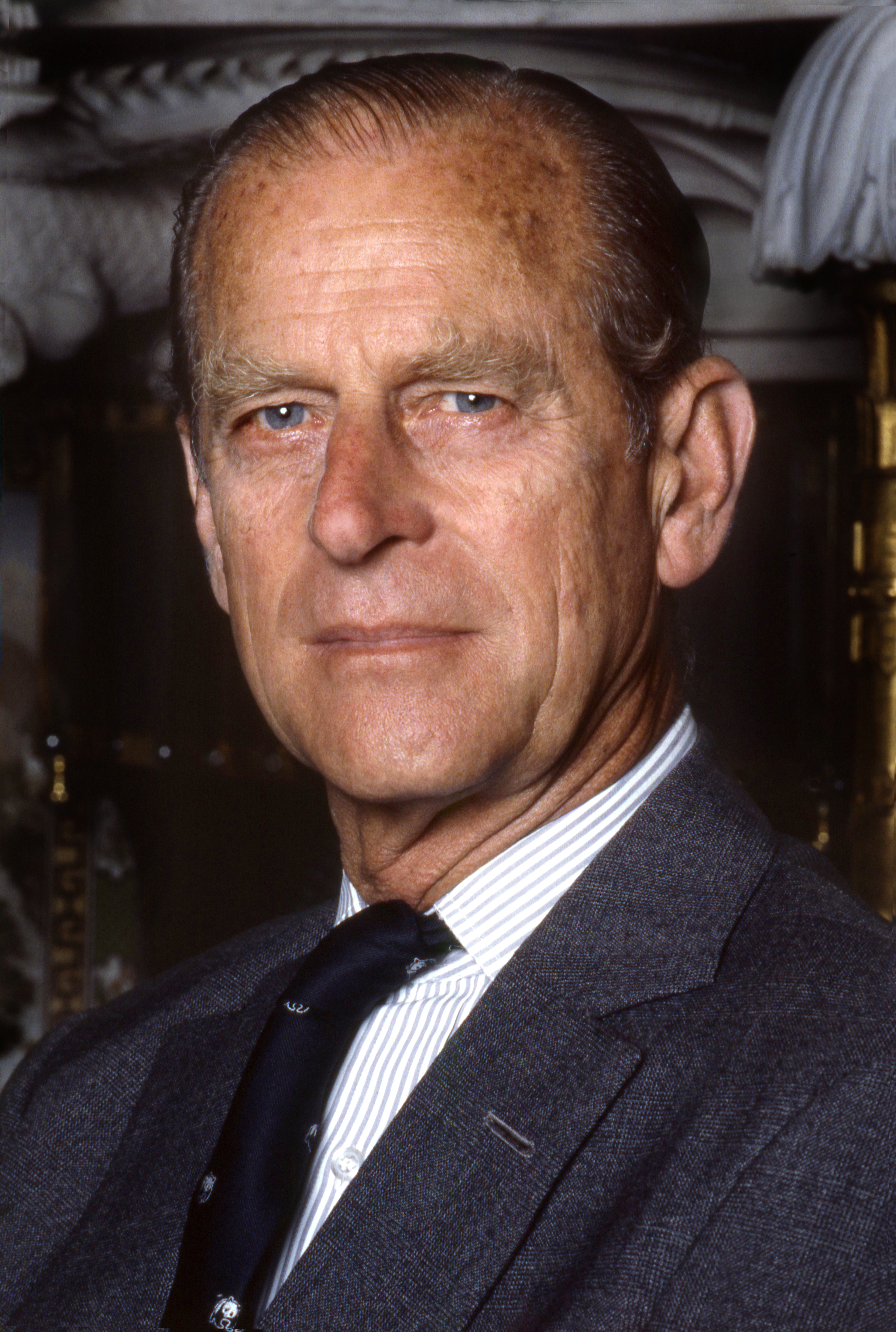
الأمير فيليب دوق إدنبرة

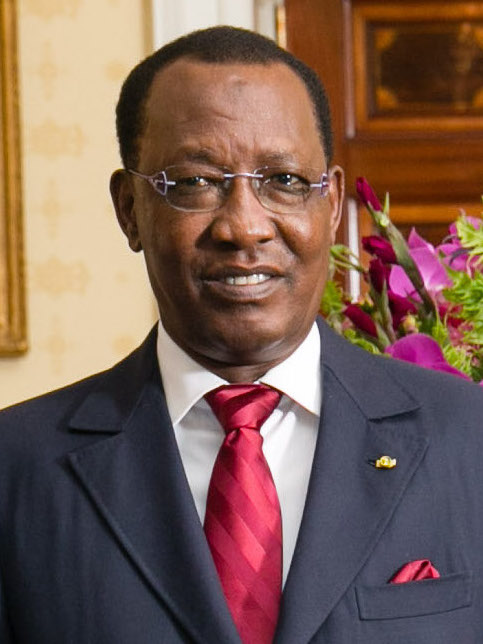
إدريس ديبي

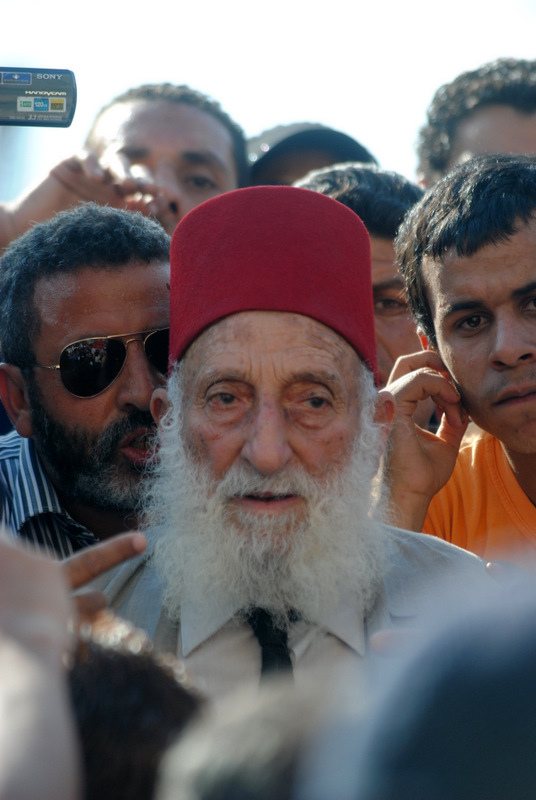
حافظ سلامة

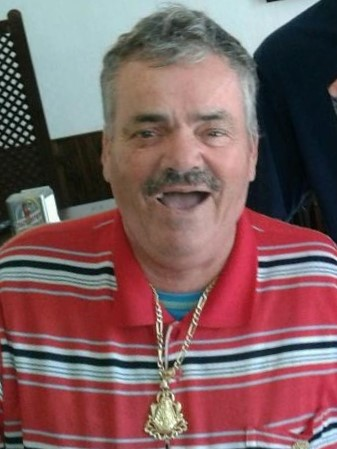
إل ريستاس

- 1 أبريل:  بيف ماجواير، ممثل أمريكي.
- 2 أبريل:  محمد عريبي مجيد الخليفة، قاضٍ عراقي حاكم الرئيس صدام حسين.
- 3 أبريل:  غلوريا هنري، ممثلة أمريكية.
- 3 أبريل:  إدوار الهاشم، ممثل لبناني.
- 4 أبريل:  جان دوبوي، فنَّان فرنسي.
- 5 أبريل:  الحاجة الحمداوية، مطربة شعبية مغربية.
- 5 أبريل:  عز الدين المناصرة، شاعر وناقد أدبي فلسطيني.
- 5 أبريل:  فيليب تشابمان، رائد فضاء أمريكي.
- 6 أبريل:  سيد عثمان، ممثل مصري.
- 6 أبريل:  بيير كيشار، مؤرخ فرنسي.
- 7 أبريل:  جيمس هامبتون، ممثل ومخرج أمريكي.
- 8 أبريل:  صلاح المناوي، طيار عسكري مصري.
- 9 أبريل:  دي إم إكس، مغني راب أمريكي.
- 9 أبريل:  فيليب دوق إدنبرة، زوج الملكة إليزابيث الثانية.
- 10 أبريل:  ماهود أحمد، فنان تشكيلي عراقي.
- 10 أبريل:  محمد حسن الأمين، عالم شيعي لبناني.
- 11 أبريل:  علي البشير، قاضٍ وسياسي أردني.
- 13 أبريل:  جمال يعقوب، لاعب كرة قدم كويتي.
- 14 أبريل:  برنارد مادوف، رجل أعمال اعتُبر أكبر محتال مالي في التاريخ الأمريكي.
- 14 أبريل:  أحمد عثمان، سياسي وعسكري نيجيري.
- 14 أبريل:  مأمون سامي رشيد العلواني، سياسي عراقي.
- 14 أبريل:  رينيه الديك، ممثلة لبنانية.
- 14 أبريل:  يلدرم آقبولوت، سياسي تركي.
- 15 أبريل:  مكرم محمد أحمد، كاتب صحفي مصري.
- 16 أبريل:  محمود الخالدي، دبلوماسي وسياسي فلسطيني.
- 17 أبريل:  فيفيك، ممثل هندي.
- 17 أبريل:  هشام البسطويسي، قاضٍ مصري.
- 17 أبريل:  مصطفى مسلم، عالم مسلم سوري.
- 18 أبريل:  محمد حجازي، سياسي وعسكري إيراني.
- 19 أبريل:  ميشيل كيلو، كاتب وسياسي سوري.
- 19 أبريل:  غانجام فانكاتاسوبيا، لغوي ومعجمي.
- 19 أبريل:  رودلف برغر، فيلسوف نمساوي.
- 19 أبريل:  بيل وين، صحفي وكاتب أمريكي.
- 20 أبريل:  إدريس ديبي، سياسي تشادي شغل منصب رئيس بلاده.
- 20 أبريل:  مونتي هيلمان، مخرج ومنتج سينمائي أمريكي.
- 20 أبريل:  تيمبست ستورم، راقصة وممثلة أمريكية.
- 21 أبريل:  طوماس فريتش، ممثل ألماني.
- 21 أبريل:  مارك فيرو، مؤرخ فرنسي.
- 21 أبريل:  وحيد الدين خان، عالم مسلم وفيلسوف وناشط سلام هندي.
- 21 أبريل:  جو لونغ، موسيقي أمريكي.
- 22 أبريل:  مصطفى محرم، كاتب سيناريو مصري.
- 22 أبريل:  عدنان هادي الأسدي، سياسي عراقي.
- 23 أبريل:  مصطفى سعدون، لاعب كرة قدم عراقي.
- 23 أبريل:  خالد الأمير، موسيقار مصري.
- 23 أبريل:  عبد الرحمان بن خالفة، سياسي جزائري.
- 24 أبريل:  متعب الصقار، مغني أردني.
- 24 أبريل:  ميلفا، مغنية وممثلة وإعلامية إيطالية.
- 24 أبريل:  كريستا لودفيغ، مغنية أوبرا ألمانية.
- 25 أبريل:  علي يحيى عبد النور، سياسي ومحامي جزائري.
- 25 أبريل:  حميد جاسميان، لاعب كرة قدم إيراني.
- 26 أبريل:  محمود عبد الله، قائد عسكري مصري.
- 26 أبريل:  حافظ سلامة، عالم مسلم مصري وقائد المقاومة الشعبية في معركة السويس.
- 26 أبريل:  راشد صويصات، ملاكم أردني.
- 27 أبريل:  فوزية العباسي، إعلامية مصرية.
- 27 أبريل:  عبد الرزاق العدساني، شاعر كويتي.
- 28 أبريل:  مايكل كولينز، رائد فضاء أمريكي.
- 28 أبريل:  إل ريستاس، كوميدي إسباني.
- 29 أبريل:  حفيظ بوعزة، كاتب هولندي مغربي.
- 29 أبريل:  حسن دردير، ممثل سعودي.
- 29 أبريل:  محمد بن طلال، أمير أردني.
- 29 أبريل:  شكري العلوي، صحفي ومقدم تلفزيوني مغربي.
- 30 أبريل:  الزبير أحمد الحسن، سياسي سوداني.

### مايو

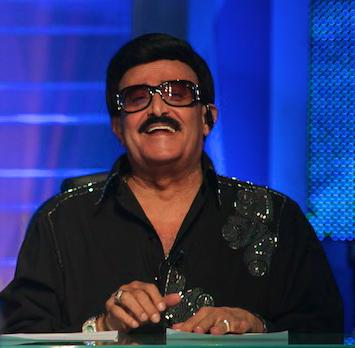
سمير غانم

- 1 مايو:  أولمبيا دوكاكيس، ممثلة أمريكية.
- 2 مايو:  بوبي أنسر، سائق سيارات سباق أمريكي.
- 2 مايو:  بلاحة بن زيان، ممثل جزائري.
- 3 مايو:  ماهر العطار، مغني مصري.
- 3 مايو:  لويد برايس، مغني أمريكي.
- 3 مايو:  حميد رشيد معلة، سياسي عراقي.
- 3 مايو:  البشير بن يحمد، صحفي تونسي فرنسي.
- 5 مايو:  أمينة إشينسو، كاتبة وشاعرة تركية.
- 6 مايو:  غويلرمو موراي، ممثل مكسيكي.
- 6 مايو:  هامبرتو ماتورانا، فيلسوف وعالم أحياء تشيلي.
- 7 مايو:  جمال سلامة، موسيقي مصري.
- 7 مايو:  عبد الرحمن العجلان، عالم دين سعودي.
- 8 مايو:  عادل التويجري، إعلامي وصحفي سعودي.
- 8 مايو:  هيلموت يان، مهندس معماري ألماني.
- 9 مايو:  خوسيه مانويل كاباييرو بونالد، كاتب روائي وشاعر إسباني.
- 9 مايو:  أحمد آل خطاب، سياسي أردني.
- 10 مايو:  عناية جابر، كاتبة وشاعرة لبنانية.
- 10 مايو:  سامي حسن النعاش، مدرب كرة قدم يمني.
- 10 مايو:  عبده داغر، موسيقار مصري.
- 11 مايو:  بادي فان هورن، ممثل أمريكي.
- 11 مايو:  نورمان لويد، ممثل أمريكي.
- 13 مايو:  محمد أحمد منصور، شاعر يمني.
- 14 مايو:  محمد ريحان، ممثل مصري.
- 14 مايو:  حمادي عمور، ممثل مغربي.
- 16 مايو  نادية العراقية، ممثلة عراقية مقيمة في مصر.
- 16 مايو:  سمير حجاوي، لاعب كرة قدم جزائري.
- 18 مايو:  عبد الخالق الغانم، مخرج سعودي.
- 18 مايو:  محمود علي الفلاحي، فقيه وداعية وكاتب عراقي.
- 18 مايو:  تشارلز غرودن، ممثل أمريكي.
- 19 مايو:  أليكس دوبكين، مغنية أمريكية.
- 20 مايو:  فيصل الشهيل، رجل أعمال سعودي.
- 20 مايو:  أبو بكر شكوي، الأمير الثاني لجماعة بوكو حرام.
- 21 مايو:  سعيد زعايط، ممثل مغربي.
- 21 مايو:  أحمد بهجت فتوح، رجل أعمال مصري أمريكي.
- 20 مايو:  سمير غانم، ممثل مصري.
- 23 مايو:  أحمد المستيري، سياسي تونسي.
- 23 مايو:  مالك دوهان الحسن، سياسي عراقي.
- 24 مايو:  ديزيري قاولد، ممثلة أمريكية.
- 26 مايو:  عبد الوهاب الديلمي، سياسي يمني.
- 27 مايو:  بول شلوتر، سياسي دنماركي شغل منصب رئيس وزراء بلاده.
- 27 مايو  علي الفريداوي، شاعر عراقي.
- 29 مايو:  حسام الصباح، ممثل ومخرج لبناني.
- 29 مايو:  غافين ماكليود، ممثل أمريكي.
- 30 مايو:  محمد أبو ليلة، داعية ومفكر إسلامي أزهري مصري.
- 31 مايو:  عبد السلام جراد، نقابي مناضل تونسي.

### يونيو

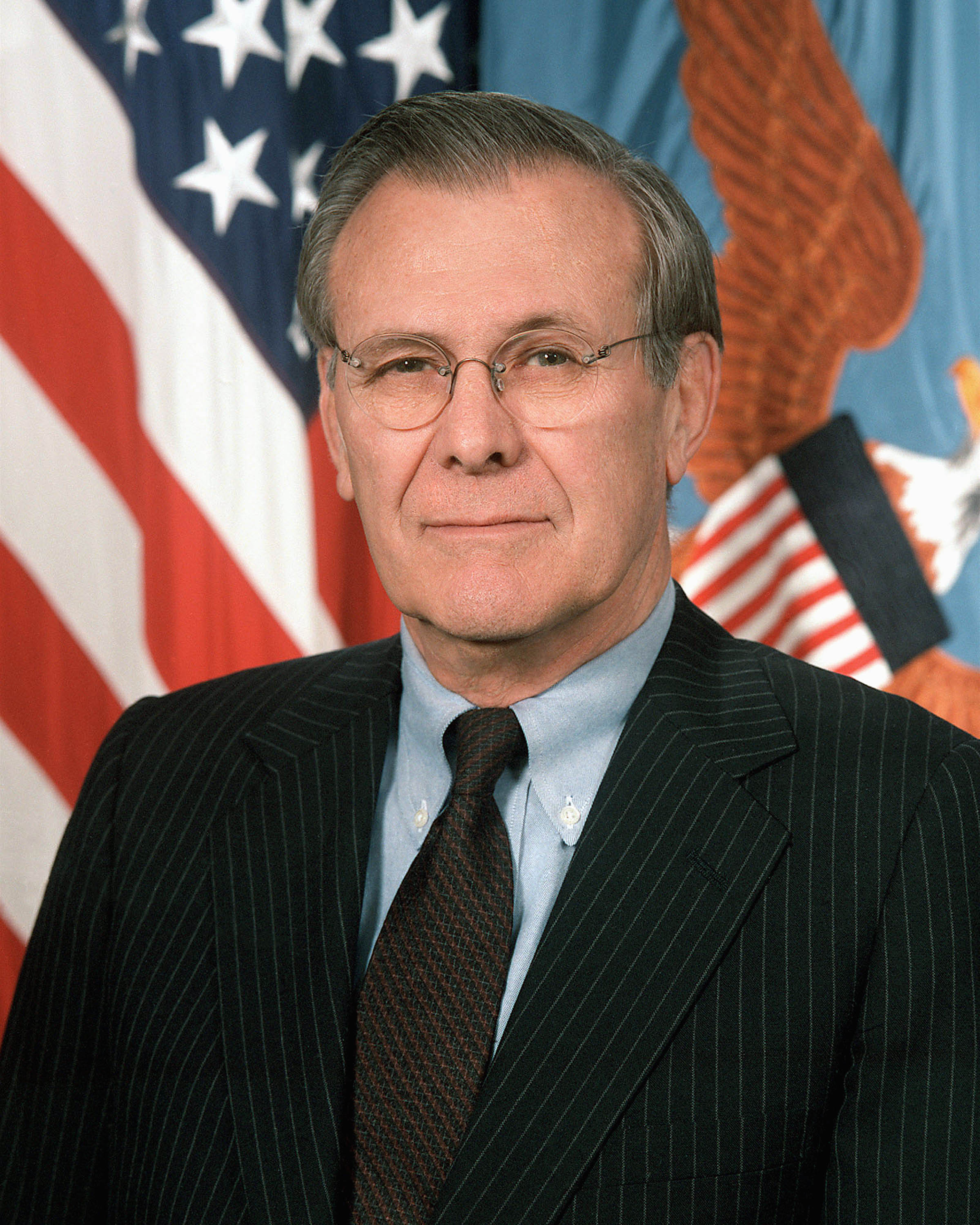
دونالد رامسفيلد

- 1 يونيو:  خالد الجامعي، صحافي وكاتب ومحلل سياسي مغربي.
- 1 يونيو:  هشام جعيط، مؤرخ ومفكر تونسي.
- 1 يونيو:  نزار عابدين، أديب وكاتب وباحث سوري.
- 3 يونيو:  أنايروود جوناوث، سياسي موريشيوسي شغل منصب رئيس وزراء وجمهورية بلاده.
- 3 يونيو:  إرني لفلي، ممثل ومخرج أمريكي.
- 4 يونيو:  كلارنس ويليامز الثالث، ممثل أمريكي.
- 5 يونيو:  جان كلود كارون، ممثل فرنسي.
- 6 يونيو:  جهاد خازر المجالي، قاضي عسكري أردني.
- 6 يونيو:  محمد فردوس أتاسي، مخرج سوري.
- 6 يونيو:  منصور عجة، رجل أعمال سعودي فرنسي.
- 6 يونيو:  كاميلا أمادو، ممثلة برازيلية.
- 7 يونيو:  علي أكبر محتشمي، سياسي ودبلوماسي إيراني.
- 8 يونيو:  دين باريش، مغني أمريكي.
- 10 يونيو:  طلال باغر، مُلحِّن سعودي.
- 11 يونيو:  لوسيندا رايلي، كاتبة أيرلندية شمالية.
- 11 يونيو:  عبد العزيز الربيعي، صحفي سعودي.
- 12 يونيو:  عبد السلام مقبول، رسام كاريكاتير كويتي.
- 13 يونيو:  سعدي يوسف، شاعر عراقي.
- 13 يونيو:  نيد بيتي، ممثل أمريكي.
- 13 يونيو:  جون غابرييل، ممثل أمريكي.
- 14 يونيو:  إنريكي بولانيوس، رئيس جمهورية نيكاراغوا.
- 15 يونيو:  فلاديمير شاتالوف، رائد فضاء سوفيتي ثُمَّ روسي.
- 15 يونيو:  سليمان الذويخ، سياسي ونائب كويتي.
- 16 يونيو:  سواتيليكا سينجوبتا، ممثلة هندية.
- 16 يونيو:  ليلى هيرفيسآري، كاتبة فنلندية.
- 17 يونيو:  كينيث كاوندا، شغل منصب أوّل رئيس لبلاده زامبيا.
- 18 يونيو:  لميعة عباس عمارة، شاعرة عراقية.
- 19 يونيو:  سيد ممثل، ممثل مصري.
- 23 يونيو:  خيري الضامن، كاتب ومُترجم عراقي.
- 23 يونيو:  عبد الناصر النجار، صحفي ومؤلف فلسطيني.
- 24 يونيو:  بنيغنو آكينو، رئيس جمهورية الفلبين.
- 24 يونيو:  نزار بنات، ناشط سياسي وحقوقي فلسطيني.
- 24 يونيو:  بشير القمري، كاتب روائي مغربي.
- 24 يونيو:  هند شلبي، باحثة تونسية في علوم القرآن.
- 25 يونيو:  محمد حسين عيسى، داعية وعضو مجلس الشعب المصري.
- 26 يونيو:  عبد الإله هارون، عدَّاء أولمبي قطري.
- 27 يونيو:  عبد المنعم الجامعي، مطرب ومغني مغربي.
- 27 يونيو:  عماد عبد السلام رؤوف، مؤرخ عراقي.
- 29 يونيو:  أنسي ساويرس، رجل أعمال مصري.
- 29 يونيو:  دلندة عبدو، ممثلة تونسية.
- 29 يونيو:  ستيوارت دامون، ممثل أمريكي.
- 29 يونيو:  دونالد رامسفيلد، سياسي أمريكي.

### يوليو

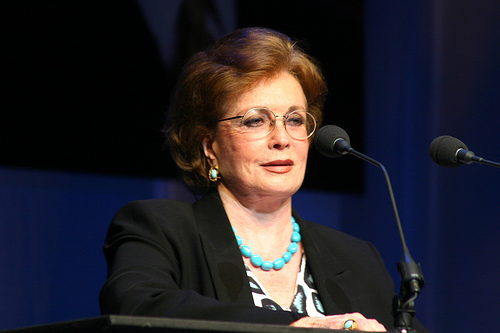
جيهان السادات

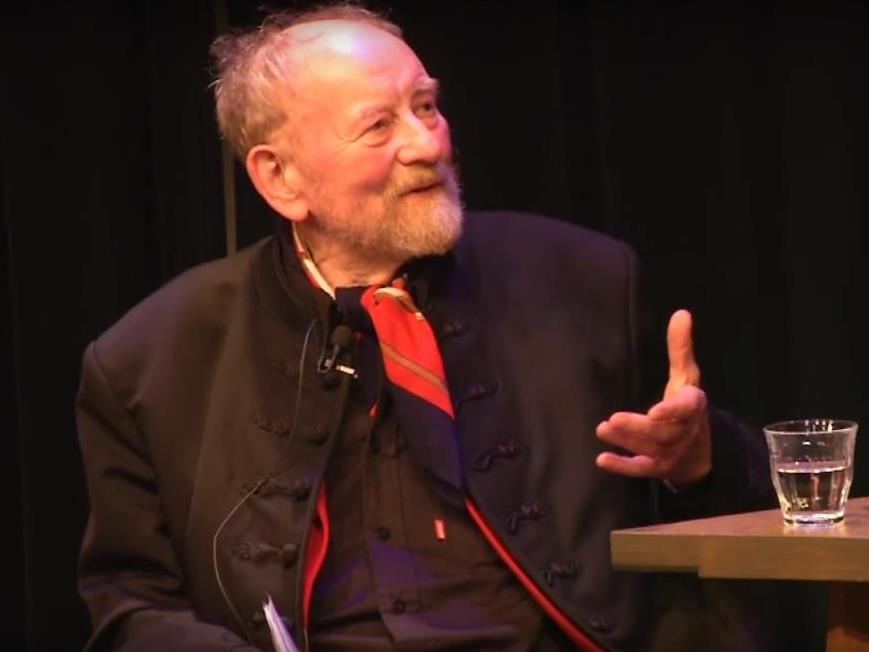
كورت فيسترجارد

- 1 يوليو:  أنور إقبال، ممثل ومخرج باكستاني.
- 1 يوليو:  فيليس سامبلر، ممثلة أمريكية.
- 1 يوليو:  أسماء نبيل، كاتبة وشاعرة باكستانية.
- 1 يوليو:  لويس أندريسن، موسيقار هولندي.
- 2 يوليو:  سليمان بخليلي، إعلامي ومنتج تلفزيوني جزائري.
- 2 يوليو:  فارس العيري الضاوي، لاعب كرة قدم ليبي.
- 2 يوليو:  عمر لارا، شاعر ومترجم ومحرر تشيلي.
- 2 يوليو:  كارتال تبت، ممثل ومخرج تركي.
- 2 يوليو:  نعيم قطان، كاتب وروائي وناقد عراقي كندي.
- 3 يوليو:  هاوناني كاي تراسك، زعيمة لحركة سيادة هاواي.
- 4 يوليو:  روزا إلداروفا، كاتبة وسياسية سوفيتية.
- 4 يوليو:  لومينيتسا غيورغي، ممثلة رومانية.
- 5 يوليو:  تيكو ميدينا، صحفي ومقدم تلفزيوني إسباني.
- 5 يوليو:  رافاييلا كارا، ممثلة ومغنية إيطالية.
- 5 يوليو:  سحر كامل، ممثلة مصرية.
- 5 يوليو:  فلاديمير منشوف، ممثل ومخرج سينمائي سوفياتي وروسي.
- 5 يوليو:  كارمن برناردوس، ممثلة إسبانية.
- 6 يوليو:  سوزان دوغلاس، ممثلة أمريكية.
- 6 يوليو:  وليام سميث، ممثل أمريكي.
- 7 يوليو:  جوفينيل مويس، رئيس جمهورية هايتي.
- 7 يوليو:  أحمد جبريل، سياسي وقائد عسكري فلسطيني.
- 7 يوليو:  سماعين إبرير، لاعب كرة قدم جزائري.
- 7 يوليو:  دليب كومار، ممثل هندي.
- 7 يوليو:  روبرت داوني الأب، ممثل ومخرج سينمائي أمريكي.
- 7 يوليو:  إبراهيم الحجري، كاتب روائي مغربي.
- 8 يوليو:  عبد الحميد أبو النعيم، داعية مسلم مغربي.
- 9 يوليو:  جيهان السادات، زوجة الرئيس السابق أنور السادات.
- 12 يوليو:  محمد بن إسماعيل العمراني، عالم مسلم يمني.
- 12 يوليو:  حياة الحويك عطية، كاتبة وباحثة ومترجمة وإعلامية.
- 12 يوليو:  حنا عيسى، سياسي فلسطيني.
- 12 يوليو:  لويزا أدورنو، كاتبة إيطالية.
- 13 يوليو:  محمود شكيبي، لاعب كرة قدم إيراني.
- 13 يوليو:  ألبرتو دواليب، رجل أعمال برازيلي لبناني الأصل.
- 14 يوليو:  ممنون حسين، رئيس باكستان.
- 14 يوليو:  كورت فيسترجارد، رسَّام كاريكاتيري دنماركي.
- 15 يوليو:  وليم فرنسيس نولان، كاتب أمريكي.
- 15 يوليو:  عبد الستار دربيس علي، عالم مسلم كازاخي.
- 15 يوليو:  إبراهيم ديساي، عالم مسلم جنوب أفريقي.
- 15 يوليو:  محمد نفاع، سياسي إسرائيلي من عرب الداخل.
- 15 يوليو:  بيتر رودولف دي فريس، صحفي استقصائي هولندي.
- 15 يوليو:  جان كرافت، مغنية أوبرا أمريكية.
- 16 يوليو:  سوريخا سكري، ممثلة هندية.
- 16 يوليو:  حميد رضا صدر، ناقد سينمائي وصحفي إيراني.
- 16 يوليو:  دانيش صديقي، مُراسل صحفي هندي.
- 17 يوليو:  محمد ملحم، سياسي فلسطيني.
- 17 يوليو:  بيلار بارديم، ممثلة إسبانية.
- 17 يوليو:  زياد الظاهر، فنان تشكيلي فلسطيني.
- 18 يوليو:  ممتاز علي بوتو، سياسي باكستاني.
- 19 يوليو:  ماري وارد، ممثلة أسترالية.
- 19 يوليو:  مصطفى إدريس، لاعب كرة قدم سعودي.
- 19 يوليو:  محمد سبيلا، كاتب وفيلسوف ومُفكر مغربي.
- 19 يوليو:  أرتورو أرماندو مولينا، عسكري سلفادوري تولَّى رئاسة جمهورية بلاده.
- 20 يوليو:  نور الدين سعدي، لاعب ومدرب كرة قدم جزائري.
- 22 يوليو:  جواد عاشور، لاعب وحكم كرة قدم دولي كويتي.
- 23 يوليو:  يوسف الشريف، كاتب ليبي.
- 23 يوليو:  جبور الدويهي، روائي وأديب لبناني.
- 27 يوليو:  صادق جواد سليمان، كاتب ومُفكر ودُبلوماسي عُماني.
- 29 يوليو:  خليل الميس، عالم مسلم لبناني.
- 30 يوليو:  رفيق اللحام، فنَّان تشكيلي أردني.
- 31 يوليو:  انتصار الشراح، ممثلة كويتية.
- 31 يوليو:  عمر جازولي، عمدة مدينة مراكش.

### أغسطس

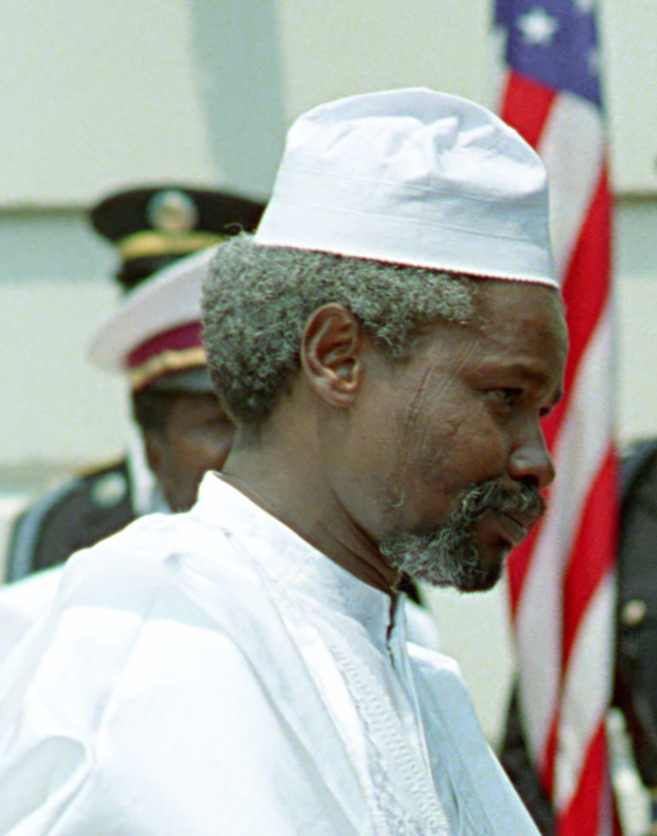
حسين حبري

- 1 أغسطس:  عبد القادر الصوفي، عالم مسلم وداعية اسكتلندي.
- 1 أغسطس:  عبد الحميد ساسي، سياسي ووزير تونسي.
- 2 أغسطس:  فاطمة الركراكي، ممثلة مغربية.
- 4 أغسطس:  فتحية طنطاوي، ممثلة مصرية.
- 4 أغسطس:  بادما ساتشديف، روائية وشاعرة هندية.
- 4 أغسطس:  أحمد بلقرشي، لاعب كرة قدم مغربي.
- 4 أغسطس:  محمد طه القدال، شاعر سوداني.
- 5 أغسطس:  حسب الله الكفراوي، سياسي مصري ووزير أسبق للإسكان.
- 6 أغسطس:  نورالدين بحبوح، سياسي جزائري.
- 7 أغسطس:  دلال عبد العزيز، ممثلة مصرية.
- 7 أغسطس:  علي رضا عزيزي، لاعب كرة قدم إيراني.
- 7 أغسطس:  جاين ويذرز، ممثلة أمريكية.
- 7 أغسطس:  عبد الله الشرقاوي، ممثل مصري.
- 9 أغسطس:  أليكس كورد، ممثل أمريكي.
- 10 أغسطس:  عبير سليم الخفاجي، رئيس بلدية كربلاء عراقي.
- 10 أغسطس:  عمار بلميلي، ممثل كوميدي جزائري.
- 10 أغسطس:  عيسى عبد الحفيظ، ممثل ليبي.
- 11 أغسطس:  عبد الحميد لغواطي، شاعر جزائري.
- 12 أغسطس:  محمد جبريل، ممثل مصري.
- 12 أغسطس:  مناف السائحي، ناشر جزائري.
- 12 أغسطس:  طه عثمان، لاعب كرة قدم مصري.
- 12 أغسطس:  سيديا بن الحكومة، عالم دين مسلم موريتاني.
- 13 أغسطس:  عالية محمد باقر، أمينة مكتبة عراقية.
- 15 أغسطس:  ساهر إسماعيل، سياسي من عرب الداخل في إسرائيل.
- 15 أغسطس:  عبد الحميد براهيمي، سياسي جزائري.
- 15 أغسطس:  فتح الله أحمد، موسيقي عراقي.
- 15 أغسطس:  جيرد مولر، لاعب كرة قدم ألماني.
- 16 أغسطس:  الحبيب بن علي، إعلامي ومُعلق رياضي جزائري.
- 16 أغسطس:  محمد سعد، ملحن موسيقي مصري.
- 17 أغسطس:  فيصل ندا، كاتب سيناريو مصري.
- 18 أغسطس:  عبد الحميد أبو سليمان، مفكر سعودي.
- 19 أغسطس:  منيرة بن عرفة، ممثلة تونسية.
- 20 أغسطس:  إيغور فوفكوفينسكي، أطول شخص في الولايات المتحدة.
- 21 أغسطس:  ماري، أميرة ليختنشتاين، زوجة أمير ليختنشتاين هانز آدم الثاني.
- 22 أغسطس:  ماهر لبيب، ممثل مصري.
- 23 أغسطس:  يوسف غريلو، فنان نيجيري.
- 23 أغسطس:  روزيتا كينتانا، ممثلة ومغنية أرجنتينية مكسيكية.
- 24 أغسطس:  حسين حبري، رئيس تشاد.
- 24 أغسطس:  تشارلي واتس، موسيقي طبَّال بريطاني.
- 25 أغسطس:  سعيد الخرومي، سياسي فلسطيني من عرب الداخل.
- 25 أغسطس:  أحمد بن يحيى بهكلي، شاعر سعودي.
- 25 أغسطس:  محسن العيني، سياسي ودبلوماسي يمني.
- 25 أغسطس:  متين تشكمز، ممثل تركي.
- 26 أغسطس:  إبراهيم غوشة، سياسي فلسطيني.
- 28 أغسطس:  يائيل مان، جاسوسة إسرائيلية.
- 29 أغسطس:  إد أسنر، ممثل أمريكي.
- 29 أغسطس:  جاك روج، رئيس للجنة الأولمبية الدولية بلجيكي.
- 30 أغسطس:  لطيف نصيف جاسم، سياسي ودبلوماسي عراقي.
- 29 أغسطس:  سلمان داوود محمد، شاعر عراقي.
- 30 أغسطس:  كاظم حبيب، سياسي واقتصادي وكاتب عراقي.

### سبتمبر

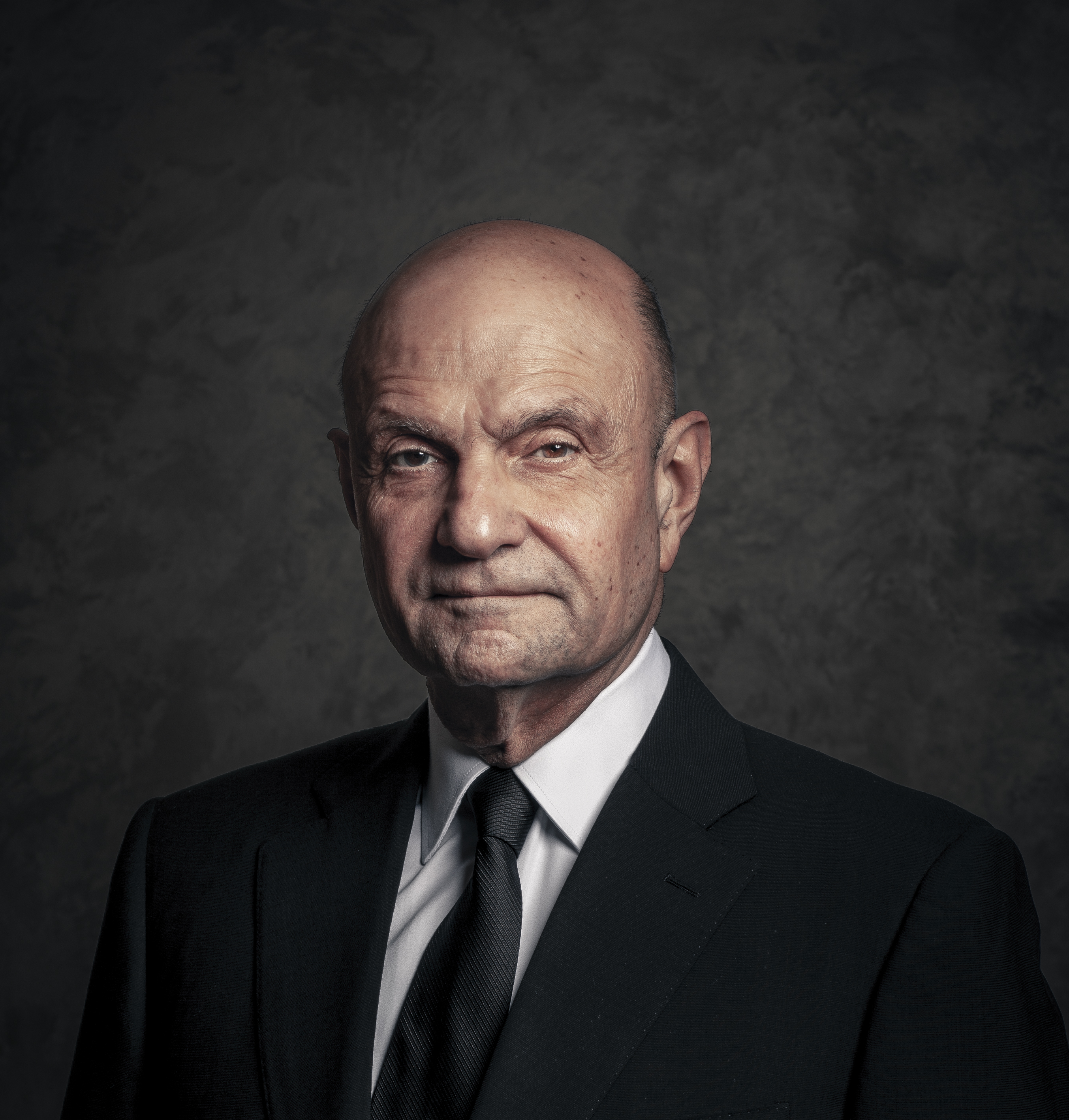
شفيق الغبرا

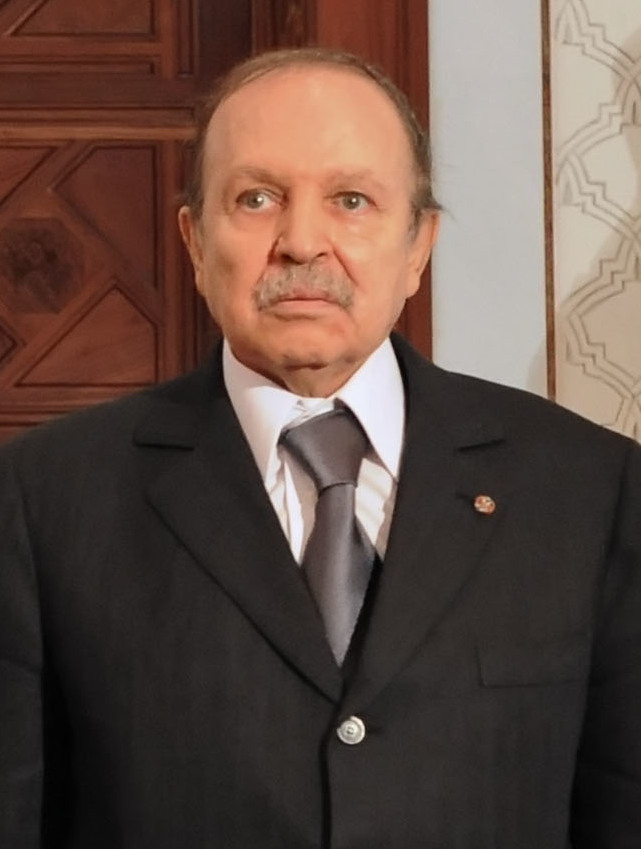
عبد العزيز بوتفليقة

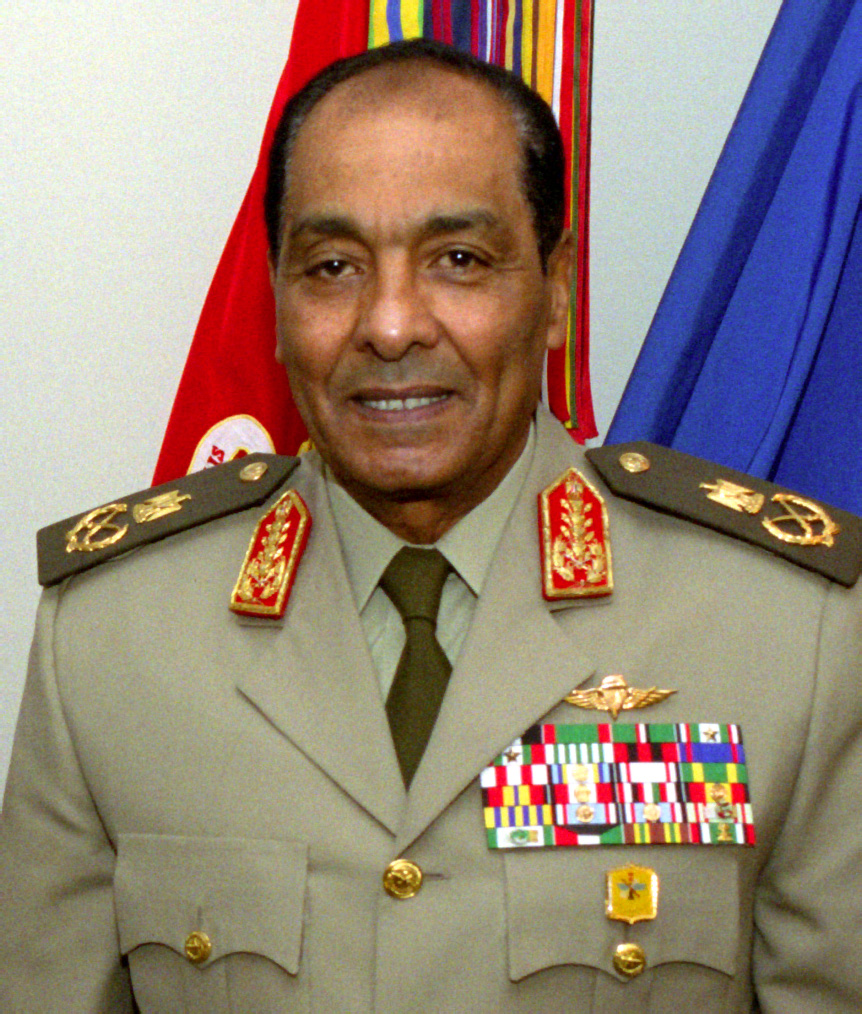
المشير محمد حسين طنطاوي

- 1 سبتمبر:  سيد علي جيلاني، سياسي زعيم انفصالي كشميري.
- 2 سبتمبر:  ميكيس ثيودوراكيس، موسيقار وسياسي يوناني.
- 2 سبتمبر:  ماهر سليم، ممثل مصري.
- 2 سبتمبر:  عطا الله منغال، سياسي باكستاني.
- 2 سبتمبر:  محمود المظفر، كاتب وباحث عراقي.
- 3 سبتمبر:  حسن فيروزآبادي، عسكري إيراني.
- 3 سبتمبر:  إنريكي مولينا، ممثل كوبي.
- 3 سبتمبر:  محمد سعيد الحكيم، مرجع شيعي عراقي.
- 4 سبتمبر:  شفيق الغبرا، أكاديمي ومحلل سياسي كويتي من أصلٍ فلسطيني.
- 4 سبتمبر:  عبد الأمير قبلان، عالم شيعي لبناني.
- 5 سبتمبر:  محمد فهيم دشتي، سياسي ومسؤول عسكري أفغاني.
- 6 سبتمبر:  سمير الملا، ممثل مصري.
- 6 سبتمبر:  جان بول بلموندو، ممثل فرنسي.
- 6 سبتمبر:  يان هيكر، دبلوماسي ألماني.
- 6 سبتمبر:  جان بيير آدامز، لاعب كرة قدم دولي فرنسي.
- 6 سبتمبر:  نينو كاستلنوفو، ممثل ايطالي.
- 7 سبتمبر:  نوبير الأموي، نقابي وسياسي مغربي.
- 8 سبتمبر:  يفجيني نيقولايفيتش زينيتشيف، وزير روسي.
- 9 سبتمبر:  محمود العربي، رجل أعمال مصري.
- 9 سبتمبر:  برهان علوية، مخرج سينمائي لبناني.
- 10 سبتمبر:  خورخي سامبايو، رئيس جمهورية البرتغال.
- 10 سبتمبر:  شارل كونان باني، رئيس حكومة ساحل العاج.
- 10 سبتمبر:  ياسف سعدي، مُقاوم ومُمثل سينمائي جزائري.
- 10 سبتمبر:  دلال بنت سعود بن عبد العزيز آل سعود، أميرة سعودية.
- 11 سبتمبر:  أبيمال غوزمان، زعيم ثوري ومُنظِّر شيوعي بيروفي.
- 11 سبتمبر:  غلوريا وارن، ممثلة ومغنية أمريكية.
- 12 سبتمبر:  فاروق الجمعات، ممثل سوري.
- 12 سبتمبر:  فران بينيت، ممثلة أمريكية.
- 13 سبتمبر:  دون كولير، ممثل أمريكي.
- 14 سبتمبر:  أنطونيو مارتينيز، شاعر ومترجم إسباني.
- 15 سبتمبر:  فيليب أدريان، ممثل ومسرحي فرنسي.
- 16 سبتمبر:  عدنان أبو وليد الصحراوي، أمير تنظيم الدولة الإسلامية في الصحراء الكبرى.
- 16 سبتمبر:  جين باول، ممثلة وراقصة أمريكية.
- 16 سبتمبر:  نورمان بيلي، مغني أوبرا بريطاني.
- 17 سبتمبر:  عبد العزيز بوتفليقة، الرئيس العاشر للجزائر.
- 18 سبتمبر:  عبد المطلب الكاظمي، سياسي كويتي.
- 18 سبتمبر:  إلهام أبو غزالة، كاتبة وأكاديمية فلسطينية.
- 19 سبتمبر:  إيهاب خورشيد، ممثل مصري.
- 21 سبتمبر:  ويلي جارسون، ممثل أمريكي.
- 21 سبتمبر:  آل هارينغتون، ممثل أمريكي.
- 21 سبتمبر:  أحمد إدريس، عسكري مصري.
- 21 سبتمبر:  بيتر بالمر، ممثل أمريكي.
- 21 سبتمبر:  جوان هوارد مورر، كاتبة وممثلة أمريكية.
- 21 سبتمبر:  محمد حسين طنطاوي، وزير الدفاع المصري.
- 22 سبتمبر:  عبد القادر بن صالح، سياسي جزائري شغل منصب الرئيس المؤقت للجمهورية الجزائرية.
- 22 سبتمبر:  محمد الرويشد، مُلحِّن كويتي.
- 24 سبتمبر:  جمعة فرحات، رسام كاريكاتير مصري.
- 25 سبتمبر:  حسن حسن زاده آملي، عالم شيعي وفيلسوف إيراني.
- 25 سبتمبر:  تيونيست باجوسورا، قائد عسكري رواندي ومُجرم حرب مُدان.
- 26 سبتمبر:  قاسم عبده قاسم، مؤرخ مصري.
- 28 سبتمبر:  ناصر العولقي، أكاديمي وسياسي يمني.
- 28 سبتمبر:  طومي كيرك، ممثل أمريكي.
- 28 سبتمبر:  مليكة أميرة المغرب، أميرة مغربية.
- 29 سبتمبر:  محب الله، ناشط حقوقي وسياسي روهينغي.

### أكتوبر

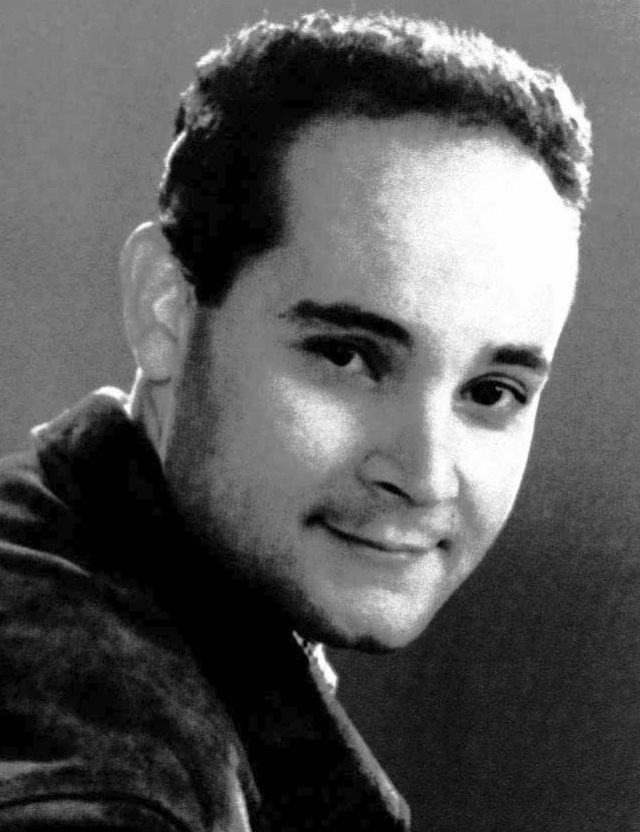
رابح درياسة

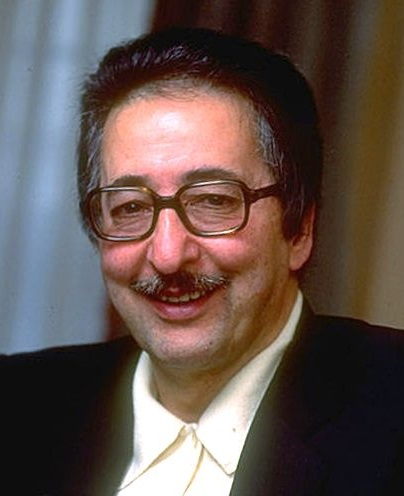
أبو الحسن بني صدر

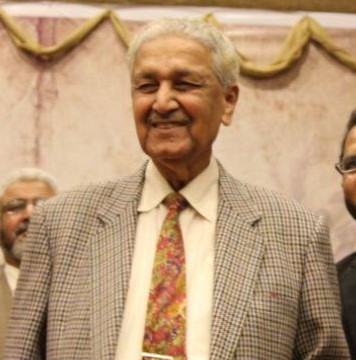
عبد القدير خان

- 1 أكتوبر:  مانيشا ياداف، ممثلة هندية.
- 3 أكتوبر:  تود أكين، سياسي أمريكي.
- 3 أكتوبر:  برنارد تابي، سياسي ورجل أعمال فرنسي.
- 3 أكتوبر:  لارش فيلكس، رسام كاريكاتير سويدي.
- 3 أكتوبر:  مارتا روخاس، صحفية وروائية كوبية.
- 3 أكتوبر:  سينثيا هاريس، ممثلة أمريكية.
- 6 أكتوبر:  عبد الله بن إدريس، أديب وشاعر سعودي.
- 7 أكتوبر:  آذرتاش آذرنوش، لغوي وأديب إيراني.
- 7 أكتوبر:  أديب رفيق محمود، أديب وشاعر فلسطيني.
- 8 أكتوبر:  رابح درياسة، مغنٍ وملحن جزائري.
- 8 أكتوبر:  علي عطوة، لبناني من أعضاء حزب الله.
- 8 أكتوبر:  ريموند طوماس أوديرنو، قائد عسكري أمريكي.
- 9 أكتوبر:  أبو الحسن بني صدر، أوَّل رؤساء جمهورية إيران.
- 9 أكتوبر:  داريو، لاعب كرة قدم برازيلي.
- 9 أكتوبر:  هيلموت هيربست، مخرج سينمائي ألماني.
- 10 أكتوبر:  عبد القدير خان، عالم نووي باكستاني.
- 11 أكتوبر:  محمد عجاج الخطيب، عالم مسلم مُحدِّث سوري.
- 11 أكتوبر:  ندومودي فينو، ممثل هندي.
- 11 أكتوبر:  طوني ديماركو، ملاكم أمريكي.
- 12 أكتوبر:  موسى القرني، داعية وأكاديمي سعودي.
- 14 أكتوبر:  لي وان-كوو، رئيس كوريا الجنوبية.
- 14 أكتوبر:  خالد الصديق، مخرج سينمائي كويتي.
- 14 أكتوبر:  سيف مرزوق الشملان، مؤرخ وإذاعي كويتي.
- 14 أكتوبر:  أبو مصعب البرناوي، أمير تنظيم داعش في غرب إفريقيا.
- 16 أكتوبر:  بيتي لين، ممثلة أمريكية.
- 16 أكتوبر:  كرم النجار، كاتب ومخرج مصري.
- 17 أكتوبر:  ليلى الأطرش، روائية فلسطينية أردنية.
- 18 أكتوبر:  كولن باول، سياسي وجنرال أمريكي.
- 18 أكتوبر:  فال بيسوجليو، ممثل أمريكي.
- 19 أكتوبر:  عبد الواحد بلقزيز، سياسي ودبلوماسي مغربي.
- 19 أكتوبر:  جاك أنغيل، مؤدي أصوات وممثل أمريكي.
- 20 أكتوبر:  موفق شيخ الأرض، شاعر سوري.
- 21 أكتوبر:  برنارد هايتينك، موسيقار هولندا.
- 21 أكتوبر:  بيار جامجيان، ممثل لبناني.
- 21 أكتوبر:  مارثا هنري، ممثلة ومخرجة كندية.
- 21 أكتوبر:  حسن حنفي، مُفكّر مصري.
- 22 أكتوبر:  سمير صبيح، شاعر ومُقدِّم تلفزيوني عراقي.
- 23 أكتوبر:  عبد الباقي الهرماسي، سياسي وأكاديمي تونسي.
- 23 أكتوبر:  سيركا توركا، شاعرة وكاتبة فنلندية.
- 26 أكتوبر:  روو تاي وو، رئيس كوريا الجنوبية.
- 26 أكتوبر:  مورت سال، ممثل كوميدي أمريكي.
- 28 أكتوبر:  جميل عواد، ممثل ومخرج أردني.
- 29 أكتوبر:  مهدي سرباح، لاعب كرة قدم جزائري.

### نوفمبر

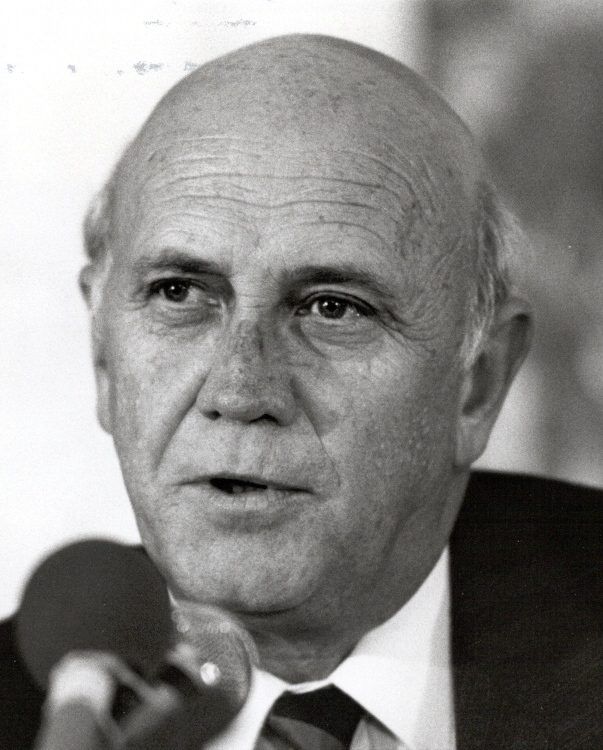
فريديريك ويليم دي كليرك

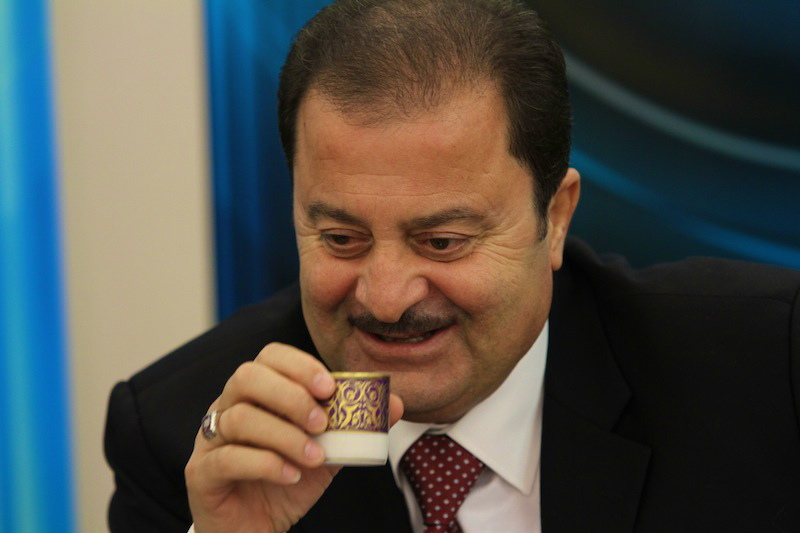
زهير رمضان

- 1 نوفمبر:  سمرا دينشر، ممثلة تركية.
- 2 نوفمبر:  صباح فخري، فنان مغني سوري.
- 2 نوفمبر:  سيروس أموزغار، سياسي ووزير إيراني.
- 2 نوفمبر:  محمد سوخان، لاعب كرة قدم جزائري.
- 3 نوفمبر:  حسن الألفي، سياسي مصري.
- 3 نوفمبر:  بابلو أرماندو فرنانديز، كاتب وروائي كوبي.
- 5 نوفمبر:  ماريليا ميندونكا، مغنية برازيلية
- 5 نوفمبر:  علي بن محمد العمير، كاتب وناقد وصحفي سعودي.
- 6 نوفمبر:  راؤول ريفيرو، شاعر وكاتب كوبي.
- 7 نوفمبر:  إنريكي روتشا، ممثل مكسيكي.
- 7 نوفمبر:  دين ستوكويل، ممثل أمريكي.
- 9 نوفمبر:  أحمد خليل، ممثل مصري.
- 9 نوفمبر:  غازي علي، موسيقار سعودي.
- 9 نوفمبر:  لوصيف حماني، ملاكم جزائري.
- 10 نوفمبر:  فاروق القصراوي، سياسي ودبلوماسي أردني.
- 10 نوفمبر:  جاذبية سري، فنانة تشكيلية مصرية.
- 11 نوفمبر:  غرايم إيدج، موسيقى بريطاني.
- 11 نوفمبر:  فريديريك ويليم دي كليرك، سياسي جنوب أفريقي تولَّى رئاسة دولة بلاده.
- 11 نوفمبر:  غلين دي فريس، سائح فضاء أمريكي.
- 12 نوفمبر:  ماثيو فستينغ، شيخ فرسان مالطة.
- 12 نوفمبر:  عبد الحفيظ الزليطني، سياسي ليبي.
- 13 نوفمبر:  هدية عباس، سياسية وأستاذة جامعية سورية.
- 13 نوفمبر:  جون بيرسون، كاتب بريطاني.
- 14 نوفمبر:  إيتيل عدنان، شاعرة وكاتبة لبنانية.
- 15 نوفمبر:  ياسر العواضي، سياسي يمني.
- 15 نوفمبر:  عثمان أوجلان، سياسي وزعيم انفصالي تركي كردي.
- 15 نوفمبر:  محمود اللوزي، مُخرج سينمائي مصري.
- 16 نوفمبر:  مرزوق سعيد، لاعب كرة قدم كويتي.
- 16 نوفمبر:  سزائي قره قوج، كاتب ومفكر وأعظم شعراء تركيا في العصر الحديث.
- 17 نوفمبر:  زهير رمضان، ممثل سوري.
- 17 نوفمبر:  محسن مجتهد شبستري، عالم شيعي وسياسي إيراني.
- 18 نوفمبر:  لطيف العاني، مصور فوتوغرافي عراقي.
- 18 نوفمبر:  علي حيدر قيطان، سياسي أحد مؤسسي حزب العمال الكردستاني.
- 18 نوفمبر:  أردشير زاهدي، سياسي ودبلوماسي إيراني شغل منصب وزير خارجية.
- 19 نوفمبر:  عبد الرحمن أمالو، سياسي مغربي.
- 19 نوفمبر:  عزيز الفاضلي، ممثل ومقدم برامج مغربي.
- 19 نوفمبر:  إيان فيشباك، ضابط بالجيش الأمريكي، فضح التعذيب الذي حصل للسجناء في العراق.
- 19 نوفمبر:  جاد شكيف، ممثل فرنسي من أصول مغربية.
- 19 نوفمبر:  صفوة، مغنية تونسية.
- 20 نوفمبر:  يوسف فان إس، مستشرق ألماني.
- 20 نوفمبر:  مسعد الطنباري، مُخرج مصري.
- 21 نوفمبر:  جان بيير شوماخر، راهب فرنسي، كان آخر الناجين من حادثة مقتل رهبان دير تيبحيرين سنة 1996 بالجزائر.
- 21 نوفمبر:  روبرت بلاي، شاعر وكاتب أمريكي.
- 21 نوفمبر:  أكبر خرمدين، عسكري وقاتل متسلسل إيراني.
- 21 نوفمبر:  سهير البابلي، ممثلة مصرية.
- 21 نوفمبر:  محمد الدالي، عالم ومُحقق لغوي سوري.
- 22 نوفمبر:  فايز غصن، سياسي لبناني.
- 22 نوفمبر:  برنارد هولي، ممثل بريطاني.
- 22 نوفمبر:  باباتوندي أومدينا، ممثل نيجيري.
- 22 نوفمبر:  نواه غوردون، روائي أمريكي.
- 23 نوفمبر:  تشون دو هوان، رئيس كوريا الجنوبية.
- 23 نوفمبر:  مليكة الخالدي، ممثلة مغربية.
- 24 نوفمبر:  رائف نجم، سياسي أردني
- 24 نوفمبر:  جلال إبراهيم، قاضٍ ومسؤول رياضي مصري.
- 24 نوفمبر:  بولس الخوري، أكاديمي ومفكر ولاهوتي وفيلسوف لبناني.
- 24 نوفمبر:  انشراح موسى، جاسوسة مصرية عملت لصالح الموساد.
- 25 نوفمبر:  حمدي حسن، سياسي مصري.
- 25 نوفمبر:  نعمان السامرائي، عالم مسلم وسياسي عراقي.
- 25 نوفمبر:  كيث مورتون، لاعب كرة قدم إنجليزي.
- 25 نوفمبر:  سماح إدريس، كاتب ومفكر لبناني.
- 25 نوفمبر:  حمدي حسن، سياسي مصري.
- 27 نوفمبر:  دوغ ماكلويد، كاتب وروائي أسترالي.
- 27 نوفمبر:  ألمودينا جرانديس، كاتبة وروائية إسبانية.
- 28 نوفمبر:  أنطوني سميث، كاتب بريطاني.
- 28 نوفمبر:  أندرو رومانوف، أمير روسي من آل رومانوف.
- 28 نوفمبر:  غويلرمو رو، رسام أرجنتيني.
- 29 نوفمبر:  آرلين دال، ممثلة أمريكية.
- 30 نوفمبر:  ماري كلير بليس، كاتِبة روائية كندية.
- 30 نوفمبر:  عبد الرحيم مكاوي، ناشرٌ سوداني.

### ديسمبر

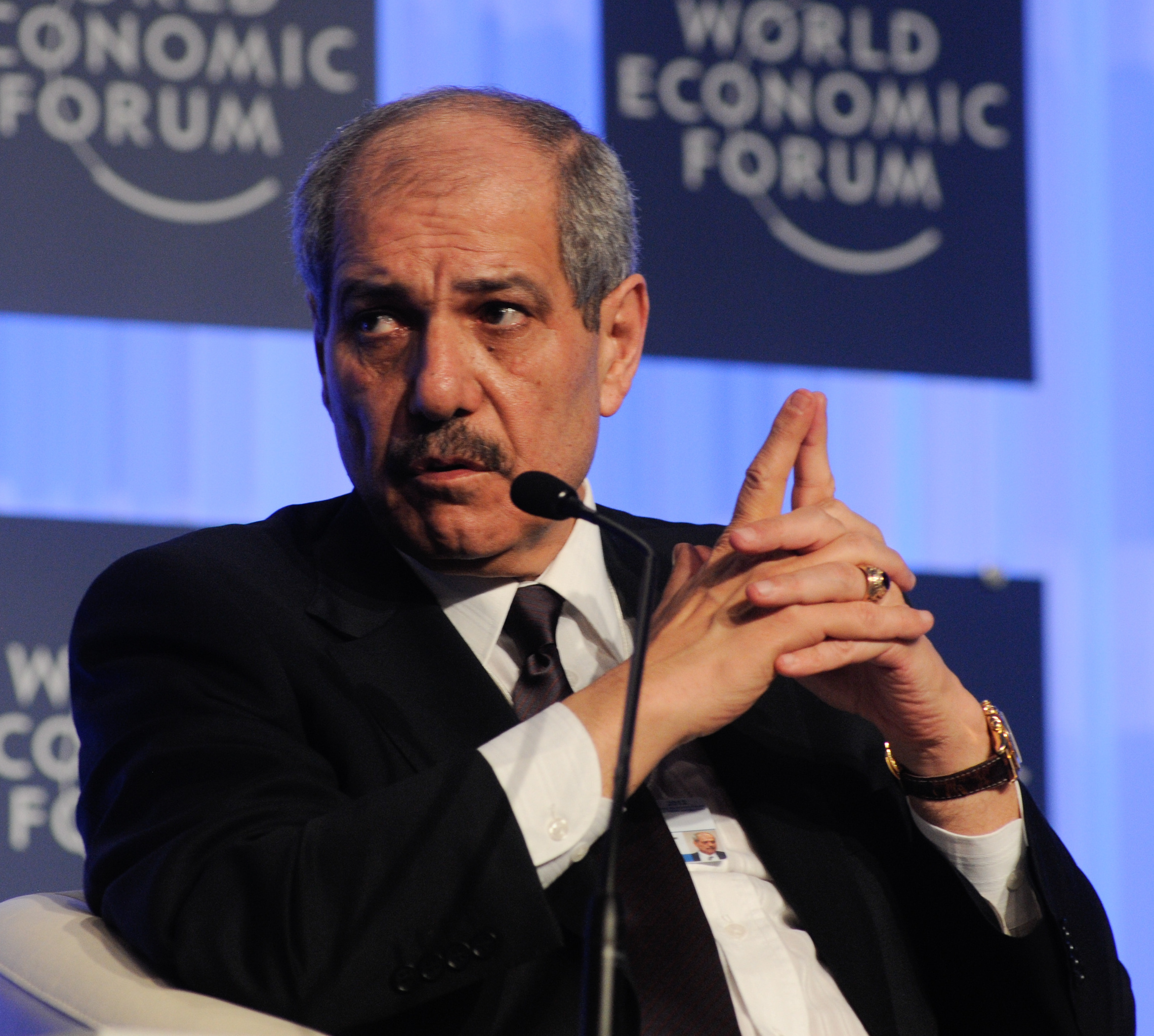
فايز الطراونة

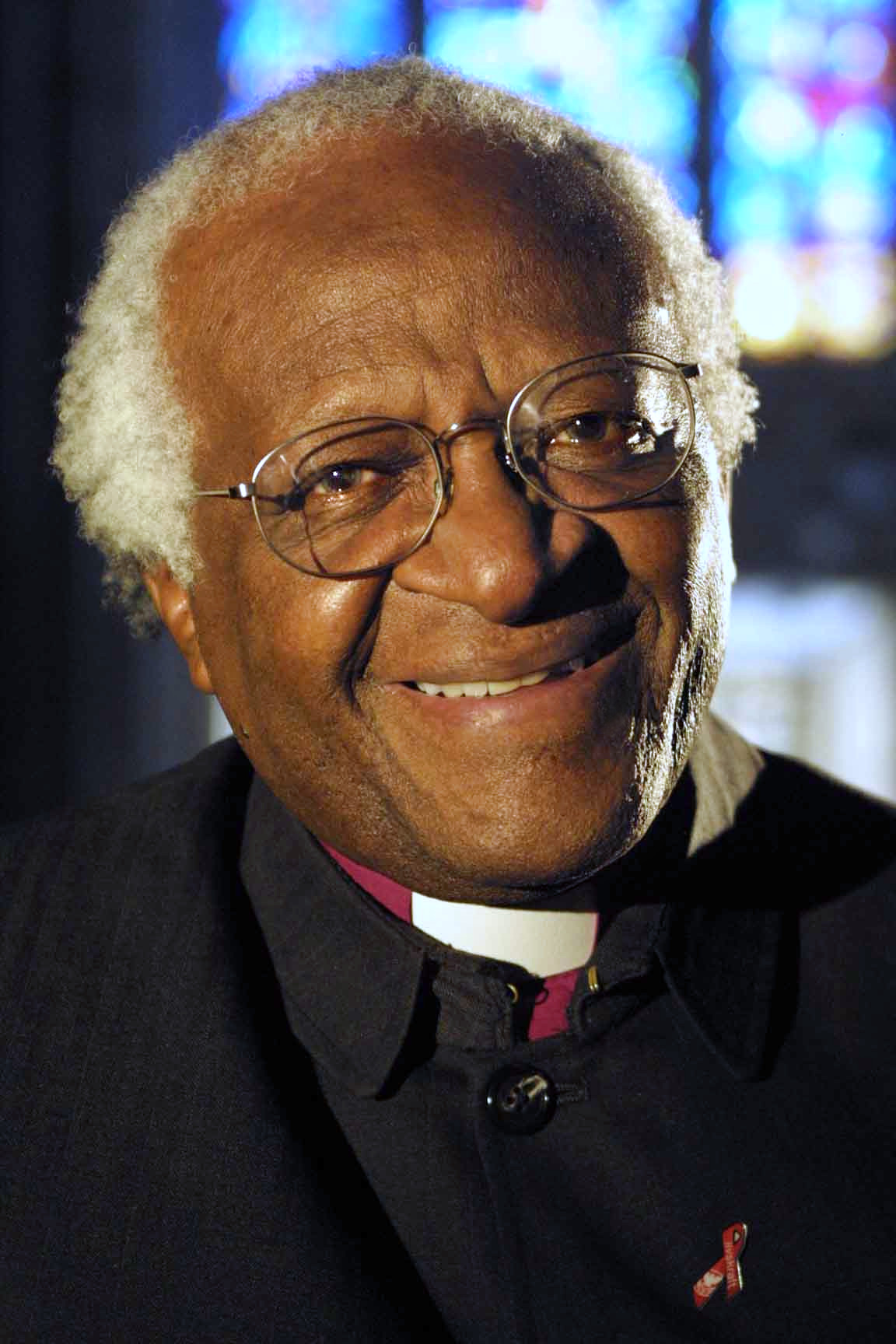
ديزموند توتو

- 3 ديسمبر:  عبد الكريم الكابلي، شاعر وملحن ومطرب سوداني.
- 3 ديسمبر:  ألفونسو فاليجو، كاتب وشاعر إسباني.
- 4 ديسمبر:  محمود حمود، لاعب ومدرب كرة قدم لبناني.
- 4 ديسمبر:  بيار رابحي، كاتب وعالم بيئة وفيلسوف فرنسي جزائري الأصل.
- 5 ديسمبر:  جاك تيتس، عالم رياضيات فرنسي من أصلٍ بلجيكي.
- 6 ديسمبر:  حسين سليمان أبو صالح، سياسي وطبيب سوداني.
- 6 ديسمبر:  ماسايوكي يوميرا، عالم حاسوب ياباني.
- 7 ديسمبر:  مصطفى بن حليم، رئيس وزراء ليبيا الأسبق.
- 8 ديسمبر:  بيبين روات، رئيس أركان الجيش الهندي.
- 9 ديسمبر:  أوتار باتساتسيا، رئيس وزراء جورجيا.
- 9 ديسمبر:  كارمين ساليناس، ممثلة مكسيكية.
- 9 ديسمبر:  ماريس فولينسكي، كاتبة روائية فرنسية.
- 10 ديسمبر:  غازي فيصل، مذيع عراقي.
- 10 ديسمبر:  مايكل نسميث، موسيقي ومغني أمريكي.
- 11 ديسمبر:  دعيج الخليفة الصباح، شاعر كويتي.
- 11 ديسمبر:  محمد عبد الحليم، ممثل مصري.
- 11 ديسمبر:  آن رايس، كاتبة روائية أمريكية.
- 11 ديسمبر:  مانويل سانتانا، لاعب كرة مضرب إسباني.
- 12 ديسمبر:  فيسنتي فرنانديز، مغني وممثل مكسيكي.
- 12 ديسمبر:  تو مان، ممثل صيني.
- 12 ديسمبر:  فوزي الخرافي، رجل أعمال كويتي.
- 13 ديسمبر:  فيرونيكا فوركي، ممثلة إسبانية.
- 13 ديسمبر:  محمد نبيه، ممثل ومخرج مصري.
- 13 ديسمبر:  جو سيمون، مغني أمريكي.
- 14 ديسمبر:  مصطفى مرار، قاص وأديب أطفال فلسطيني.
- 14 ديسمبر:  عبد الرحمن حسنين مخلوف، مهندس معماري مصري.
- 14 ديسمبر:  معمر عبد الرب، لاعب كرة قدم قطري.
- 14 ديسمبر:  عبد الباقي السعدون، سياسي وقائد عسكري عراقي.
- 14 ديسمبر:  روزيتا سوكو، صحافية وكاتبة يونانية.
- 15 ديسمبر:  بيل هوكس، كاتبة أمريكية.
- 15 ديسمبر:  فريدريك سينيسترا، بطل بلجيكي في الكيك بوكسينغ.
- 15 ديسمبر:  فايز الطراونة، سياسي أردني.
- 16 ديسمبر:  واندا يونغ، مغنية أمريكية.
- 16 ديسمبر:  محمد القدوة، سياسي ووزير فلسطيني.
- 17 ديسمبر:  ماجد الفطيم، رجل أعمال إماراتي.
- 17 ديسمبر:  سيان ديلز، ممثلة بلجيكية.
- 17 ديسمبر:  وليد معماري، كاتب سوري.
- 17 ديسمبر:  إيف بابيتز، كاتبة وروائية أمريكية.
- 18 ديسمبر:  محب كاسر، ممثل مصري.
- 18 ديسمبر:  توفيق البحيري، ممثل تونسي.
- 18 ديسمبر:  غسان المشيني، ممثل ومخرج أردني.
- 19 ديسمبر:  إد فان ثين، سياسي هولندي.
- 19 ديسمبر:  أنطوان فيفري، مؤرخ وعالم اجتماع فرنسي.
- 19 ديسمبر:  إليو روكا، ممثل أرجنتيني.
- 19 ديسمبر:  سالي آن هاوز، ممثلة ومغنية إنجليزية.
- 20 ديسمبر:  سهى الطريحي، وزيرة ودبلوماسية عراقية.
- 20 ديسمبر:  نوربيرتو بوييو، لاعب كرة قدم أرجنتيني.
- 20 ديسمبر:  سعد الوليد، لاعب كرة قدم كويتي.
- 20 ديسمبر:  عبد المطلب الفحل، إعلامي ومذيع سوداني.
- 20 ديسمبر:  حسن إيرلو، سفير إيران لدى الحوثيين.
- 20 ديسمبر:  أسمى خضر، سياسية ومحامية أردنية.
- 21 ديسمبر:  يوسف إصلاحي، عالم مسلم هندي.
- 22 ديسمبر:  نهار بن سعود بن عبد العزيز آل سعود، أمير سعودي.
- 22 ديسمبر:  مخلد الرقادي، لاعب كرة قدم عماني.
- 23 ديسمبر:  جوان ديديون، كاتبة أمريكية.
- 24 ديسمبر:  خوسيه فيليغاس، لاعب كرة قدم مكسيكي.
- 25 ديسمبر:  جوناثان سبينس، مؤرخ أمريكي من أصلٍ بريطاني.
- 25 ديسمبر:  سفيان لوكار، لاعب كرة قدم جزائري.
- 25 ديسمبر:  جان مارك فالي، ممثل ومخرج سينمائي كندي.
- 26 ديسمبر:  ديزموند توتو، أسقف وناشط حقوقي جنوب أفريقي.
- 26 ديسمبر:  إدوارد أوسبورن ويلسون، عالم أحياء أمريكي.
- 26 ديسمبر:  كارولوس بابولياس، رئيس سابق لليونان.
- 26 ديسمبر:  سارة ويدينغتون، محامية وناشطة أمريكية.
- 26 ديسمبر:  دورفال رودريغوس، لاعب كرة قدم برازيلي.
- 27 ديسمبر:  أبريل أشلي، ممثلة وكاتبة بريطانية.
- 27 ديسمبر:  كيري هولم، كاتبة وشاعرة نيوزيلندية.
- 28 ديسمبر:  كان حاميدو بابا، أكاديمي وسياسي موريتاني.
- 28 ديسمبر:  محمد الشماط، ممثل سوري.
- 28 ديسمبر:  عزة الإتربي، إعلامية ومذيعة مصرية.
- 29 ديسمبر:  صلاح المولد، لاعب كرة قدم سعودي.
- 29 ديسمبر:  أحمد دحام، لاعب ومدرب كرة عراقي.
- 29 ديسمبر:  علي مصطفى المصراتي، كاتب ليبي.
- 31 ديسمبر:  جابر عصفور، كاتب ومفكر ووزير مصري.
- 31 ديسمبر:  بيتي وايت، ممثلة أمريكية.

## جوائز عالمية

### جوائز نوبل
- في الكيمياء: بنيامين ليست، و   ديفيد ماكميلان.
- في العلوم الاقتصادية:
- في الأدب: عبد الرزاق قرنح
- في السلام: ماريا ريسا، و  دميتري موراتوف.
- في الفيزياء:  سيوكورو مانابي، و  كلاوس هاسلمان.
- في الطب وعلوم وظائف الأعضاء:  ديفيد جوليوس، و   آرديم باتابوتيان.

### جوائز الأوسكار
- حفل توزيع جوائز الأوسكار الثالث والتسعون.

### جائزة الملك فيصل العالمية
- جائزة فرع اللغة العربية والأدب:  محمد مشبال.
- جائزة فرع الدراسات الإسلامية: (حُجبت).
- جائزة الطب:  ستيفن ستريتماتر، و  روبن جيمس فرانكلين.
- جائزة العلوم:  ستيوارت ستيفن باركين.

### جائزة سخاروف لحرية الفكر
- للمُعارض الروسي أليكسي نافالني.

### الجائزة العالمية للرواية العربية
- فاز الكاتب الأردني  جلال برجس بالجائزة عن روايته دفاتر الوراق.[5]

### جائزة نجيب محفوظ
- فاز الروائي الجزائري أحمد طيباوي بجائزة نجيب محفوظ للأدب لعام 2021.

### رياضة
- 31 يناير 2021 - فاز  منتخب الدنمارك لكرة اليد بـ بطولة العالم لكرة اليد للرجال 2021 المقامة في مصر.
- 11 فبراير 2021 - بايرن ميونخ الألماني يتوج ببطولة كأس العالم للأندية 2020 للمرة الثانية تاريخيًا عقب فوزه على فريق تيغريس أونال المكسيكي بنتيجة 1-0 في النهائي.
- 21 فبراير 2021 -  نعومي أوساكا و  نوفاك دجوكوفيتش يفوزان في بطولة أستراليا المفتوحة لعام 2021.
- 28 مايو 2021 - الأهلي المصري يتوج بلقب كأس السوبر الأفريقي 2021 للمرة السابعة تاريخيًا، وذلك بعد فوزه على نهضة بركان المغربي بنتيجة 2–0.
- 29 مايو 2021 - تشيلسي الإنجليزي يتوج بطلًا دوري أبطال أوروبا 2020–21 للمرة الثانية تاريخيًا، وذلك بعد فوزه على مانشستر سيتي الإنجليزي في النهائي بنتيجة 1-0.
- 10 يوليو 2021 - فاز  منتخب الأرجنتين لكرة القدم بكأس كوبا أمريكا بعد تغلبه على البرازيل بهدف دون مقابل.
- 11 يوليو 2021 - فاز  منتخب إيطاليا لكرة القدم بكأس أمم أوروبا لكرة القدم، على حساب نظيره الإنجليزي، إثر فوزه عليه بركلات الترجيح (3-2) في المباراة النهائية التي جمعتهما يوم الأحد في لندن.
- 1 سبتمبر 2021 - النجم البرتغالي  كريستيانو رونالدو يتجاوز الاعب الإيراني علي دائي ويُصبح صاحب الرقم القياسي في عدد الأهداف الدولية.[6]
- 2 سبتمبر 2021 - حاز النادي الأهلي المصري لكرة اليد على لقب كأس الكؤوس الأفريقية لكرة اليد، بعدما تغلب على منافسه وداد السمارة المغربي في المباراة النهائية بنتيجة 29- 24.[7]
- 9 أكتوبر 2021 - ماغديبورغ الألماني يتوج ببطولة كأس العالم لكرة اليد للأندية 2021، المقامة في السعودية، للمرة الأولى تاريخيًا، وذلك بعد فوزه على برشلونة الإسباني في النهائي بنتيجة 33-28.
- 23 نوفمبر 2021 - نادي الهلال السعودي يُتوَّج بلقب دوري أبطال آسيا بعد فوزه على نادي بوهانغ ستيلرز في نهائي دوري أبطال آسيا 2021.
- 28 نوفمبر 2021 - نادي بالميراس البرازيلي يفوز على نادي فلامنغو البرازيلي ويتوج بلقب كوبا ليبرتادوريس 2021 للمرة الثالثة في تاريخه.
- 18 ديسمبر 2021 -  المنتخب الجزائري لكرة القدم يحرز كأس العرب 2021 بعد هدفين نظيفين أمام المنتخب التونسي.
- 21 ديسمبر 2021 - الأهلي المصري يحقق لقب كأس السوبر الأفريقي للمرة الثامنة في تاريخه، وذلك بعد فوزه على الرجاء المغربي بركلات الترجيح.